# 弹簧

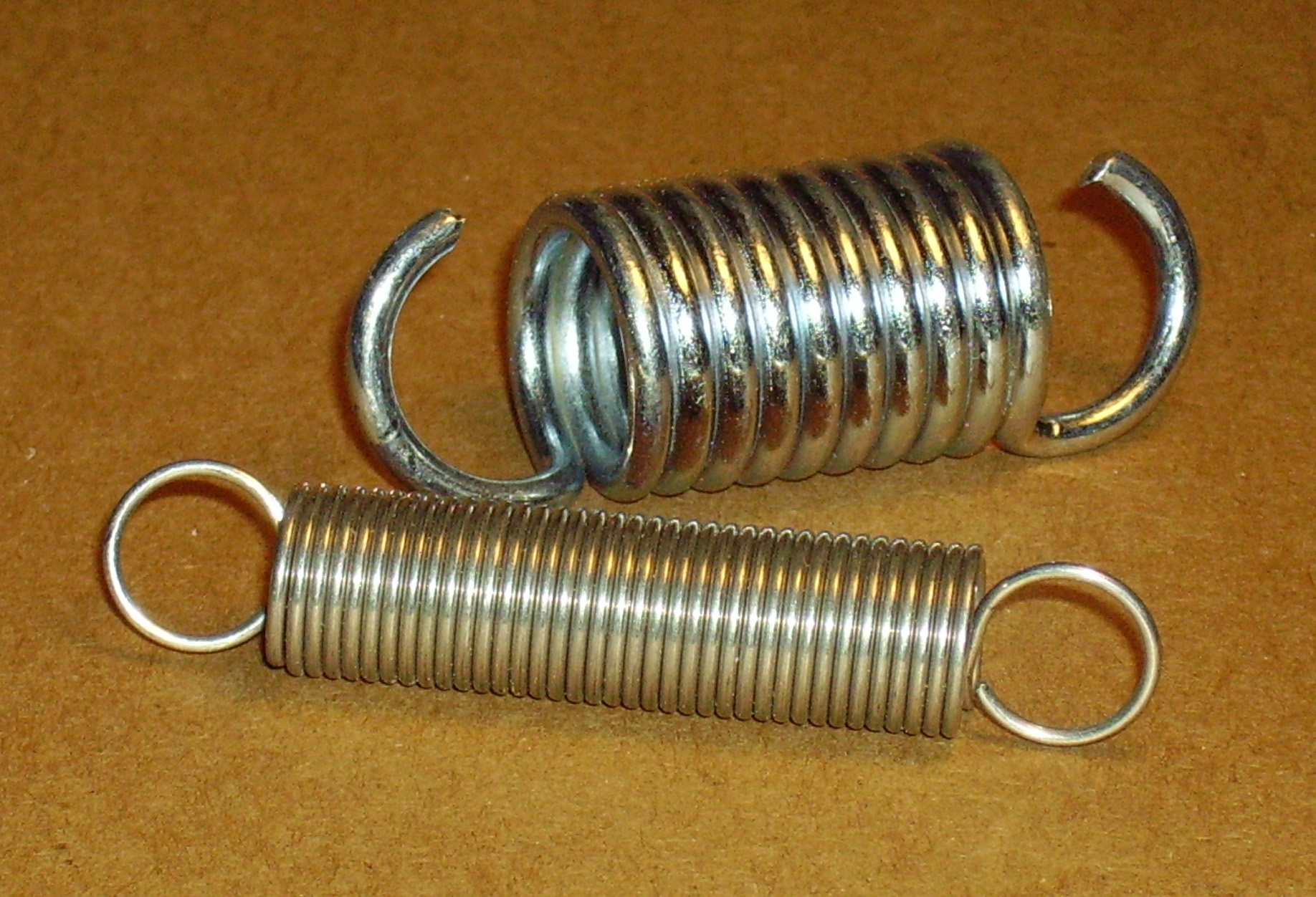
條型彈簧

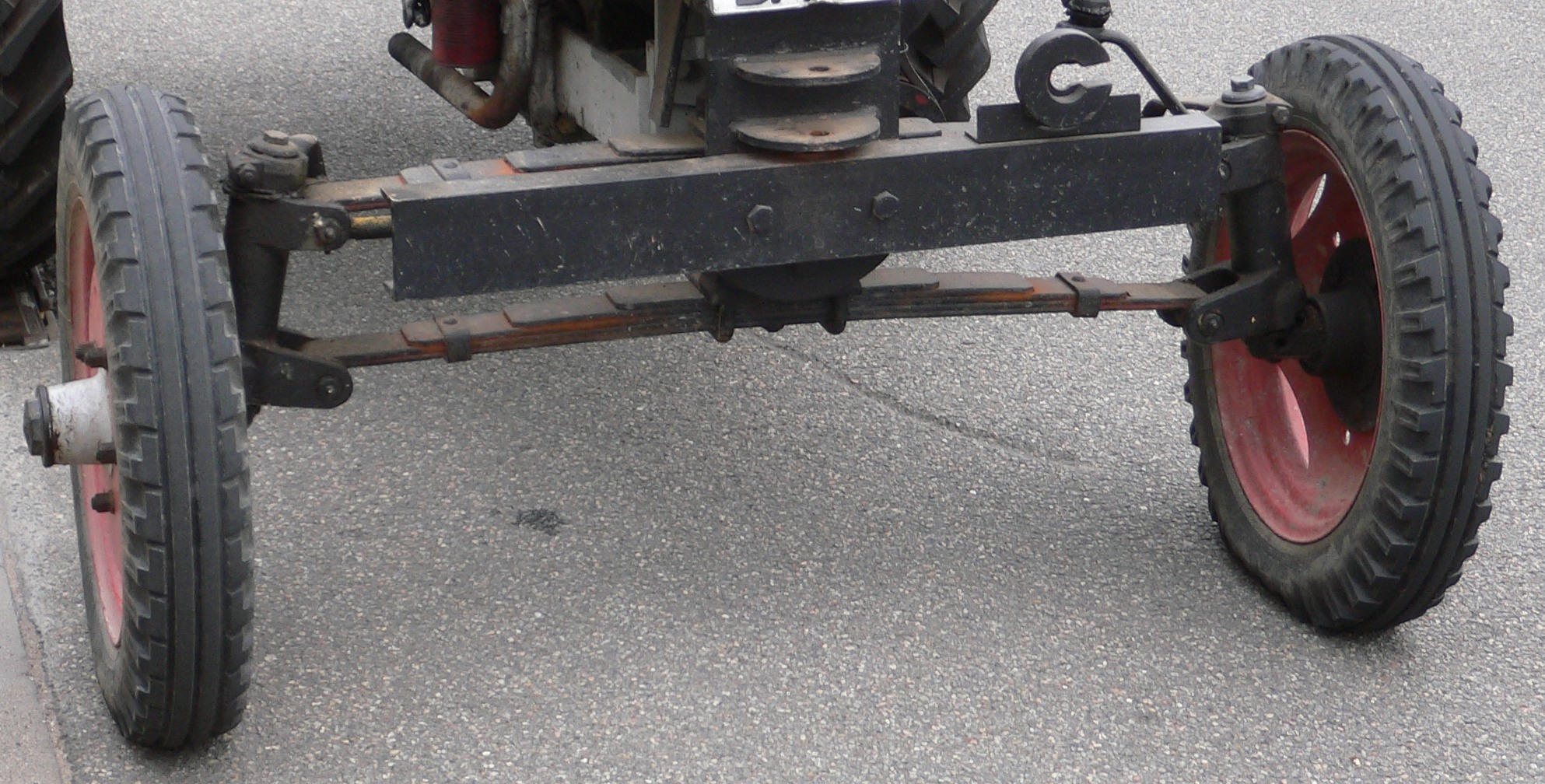
鋼片彈簧

彈簧是一種通过弹性形变存儲机械势能的工具，有許多不同設計。在日常使用中，該術語通常指的是由彈簧鋼製成的螺旋弹簧。利用弹簧的弹性可以控制机件的运动、缓和冲击或震动、储蓄能量、测量力的大小等，广泛用于机器、仪表中。
當常規彈簧沒有剛度變化特性時，從其靜止位置被壓縮或拉伸時，它施加與它的長度變化成正比的相反力（此近似分解為較大的撓度）。彈簧的“速率”或“彈簧常數”是它施加的力的變化除以彈簧的偏轉變化。 也就是說，它是力與偏轉曲線的梯度。延伸或壓縮彈簧的速率以力的單位除以距離表示。扭转弹簧：當它圍繞其軸扭轉一定角度時扭轉，它產生與角度成比例的扭矩。 扭轉彈簧的速率以扭矩除以角度為單位。並聯彈簧的剛度（或速率）是相加的，彈簧串聯的順應性也是如此。
彈簧由各種彈性材料製成，最常見的是彈簧鋼。小彈簧可以由預硬化的坯料捲繞，而較大的彈簧由退火鋼製成並在製造後硬化。一些有色金屬也用於磷青銅和鈦用於需要耐腐蝕性的部件和鈹銅用於承載電流的彈簧（因為它的電阻低）。

## 歷史
在整個人類歷史中使用簡單的非盤繞彈簧，例如弓（和箭矢）。在青銅時代，使用了更複雜的彈簧裝置，如鑷子在許多文化中的傳播所示。克特西比烏斯開發了一種通過生產具有增加的錫比例的青銅合金製造具有類似彈簧特性的青銅的方法，然後在鑄造之後通過錘擊使其硬化。
15世纪初的门锁上已经出现了盘绕弹簧。第一個彈簧動力鐘也出现在15世纪，于16世紀發展成為大型手錶。
1676年，英國物理學家罗伯特·胡克假定胡克定律，其中指出彈簧施加的力與其延伸成正比。

## 定義和特徵
該對象具有稱為彈性的屬性，即使通過施加力而使其變形也會嘗試返回其原始狀態。彈簧的廣義上的定義，這彈性的性質的利用為主要目的的總稱。彈簧所需的特性大致分為：
- 具有彈性
- 能量積累和釋放
- 具有特定頻率的

這3個舉出的特性是“彈簧的三大特點”之稱。除了稱為彈簧的零件和物體之外，還提供這三個特徵，但可以說使用這些特徵可以特別好地利用彈簧，其它的也介绍了彈簧的基本性質和工作的分法。在這裡，我們按照這三大類來解釋彈簧的基本特徵。

### 恢復力

彈性變形（上部）和塑性變形（下部）的例子

負載——偏轉圖的示例。左藍色線表示線性特性，綠色右側曲線表示非線性特性，中間黃色曲線表示具有滯後的非線性特性

當施加力時彈簧變形並且在移除力時具有恢復其原始形狀的特性。彈簧的基本要求是：即使通過這種方式施力使其變形，也具有試圖恢復原狀的性質，這是必要條件。。能夠回到原來的形狀，被稱為“恢復力”，恢復力的存在被列為彈簧的一大特徵。
恢復力是指物質的“彈性”，並且在移除力時恢復到其原始形狀的變形稱為“彈性變形”。然而，當力（更精確地：應力）施加了超過該材料的限制，所以留下了形变（更確切地說：应变），甚至不包括力變形。該特性稱為“塑性變形”，由於塑性的性質而不能恢復到原始狀態的變形稱為“塑性变形”。。彈性變形中變形保持的最大應力稱為“彈性極限”。由於彈簧是回到原來的前提，使用的塑性變形是用在受力範圍內適用于彈簧的理想，一般不超過彈性極限。

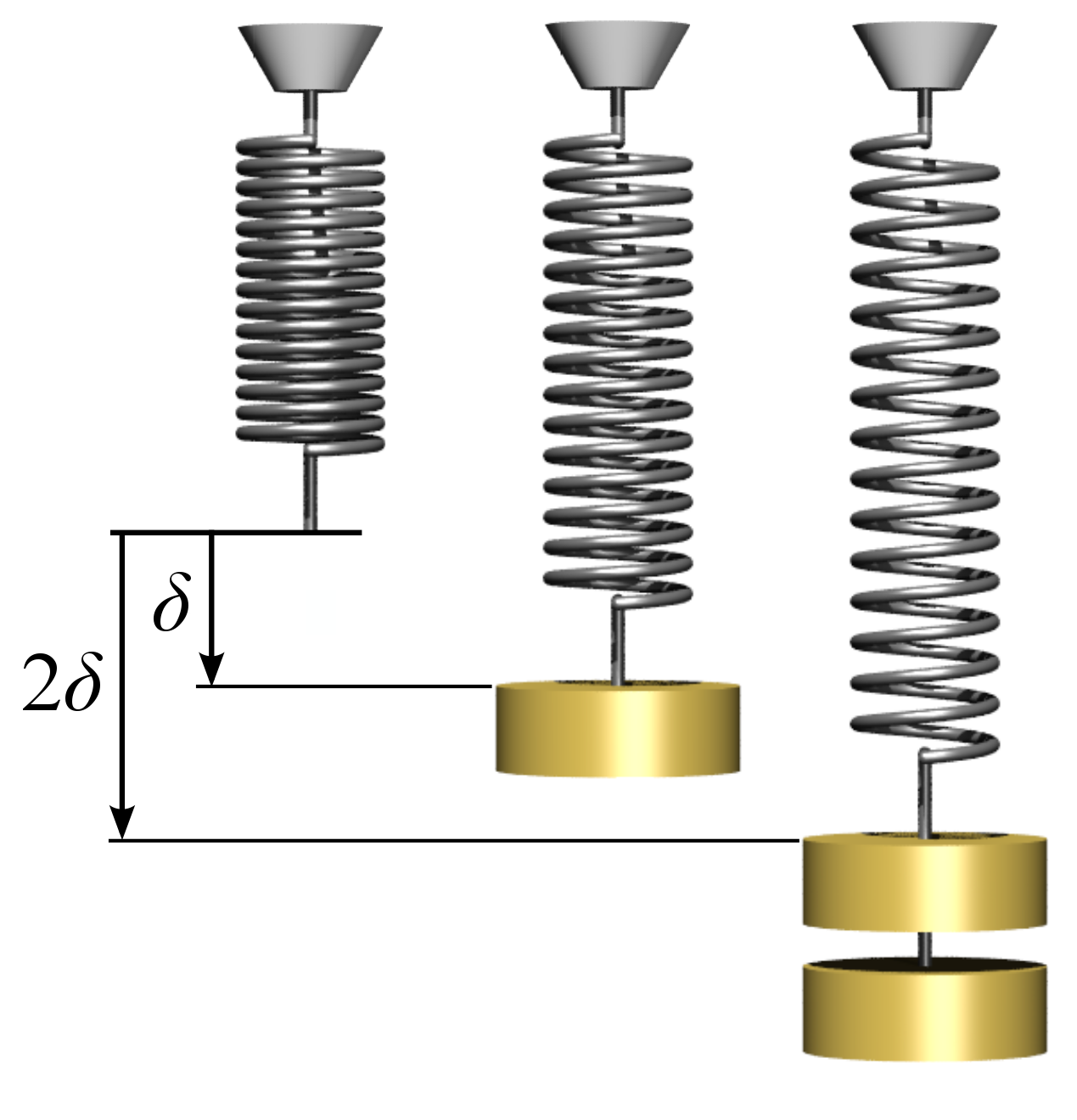
對於線性特徵彈簧，偏轉與負載成比例。

彈簧的變形和變形量為“彎曲”。有兩種類型的計量單位的偏轉，位移（長度變化）和旋轉角度（扭轉角度和彎曲角度的變化）。在壓縮螺旋彈簧中，利用長度變化的事實，偏轉單位由位移表示。在利用杆的扭转角变化的扭力杆中，偏转的单位是旋转角度（扭转角）。對應於物理偏轉量，可以想到幾種引起偏轉的載荷。如果是位移，則是結構荷重（純力），如果是扭轉角，則考慮扭轉力矩。一些實際的彈簧會引起復雜的偏轉以及位移和旋轉變形。
彈簧的基本特性和功能之一是這種載荷和撓度具有一定的關係。由彈簧指示的載荷和撓度之間的關係稱為“彈簧特性”，“載荷——撓度特性”，“載荷特性”等。彈簧最常用的彈簧特性通常是線性的。偏轉並線性負載比例，這種關係也被稱為“胡克定律”。對於作為線性特性的彈簧，負載和偏轉之間的關係由下式表示：
{\displaystyle P=k\delta }
這裡、P 在有負載（力）、δ 偏轉（位移）。k 這是 P 和 δ “彈簧常數”在“功率常數”的比例常數中，單位為力 / 長度。例如，彈簧常數為10 kgf / 公分意味著必須懸掛10公斤的重量才能產生1厘米的偏差。。說到實際產品，大型汽車和鐵路車輛懸掛的彈簧需要大的彈簧常數，與床和沙發的彈簧相比，彈簧常數小是必需的。
當負載是扭矩 T 時，偏轉是扭轉角 θ 时的公式：
{\displaystyle T=k\theta }
在這種情況下的k“力矩”/“角度”的單位、k 可以稱為“旋轉彈簧常數”等，以將其與正常彈簧常數區分開。
還有一個彈簧，其載荷和撓度不成比例，這種關係稱為非線性。在的非線性特性的彈簧。此外，當施加和移除負載時，負載和偏轉之間的關係是不同的，並且存在負載——偏轉曲線繪製遲滯現象的彈簧。作為具有非線性特徵的彈簧的一個例子，提到了碟型墊片和壓縮螺旋彈簧中的特殊彈簧。

### 能量累積和釋放

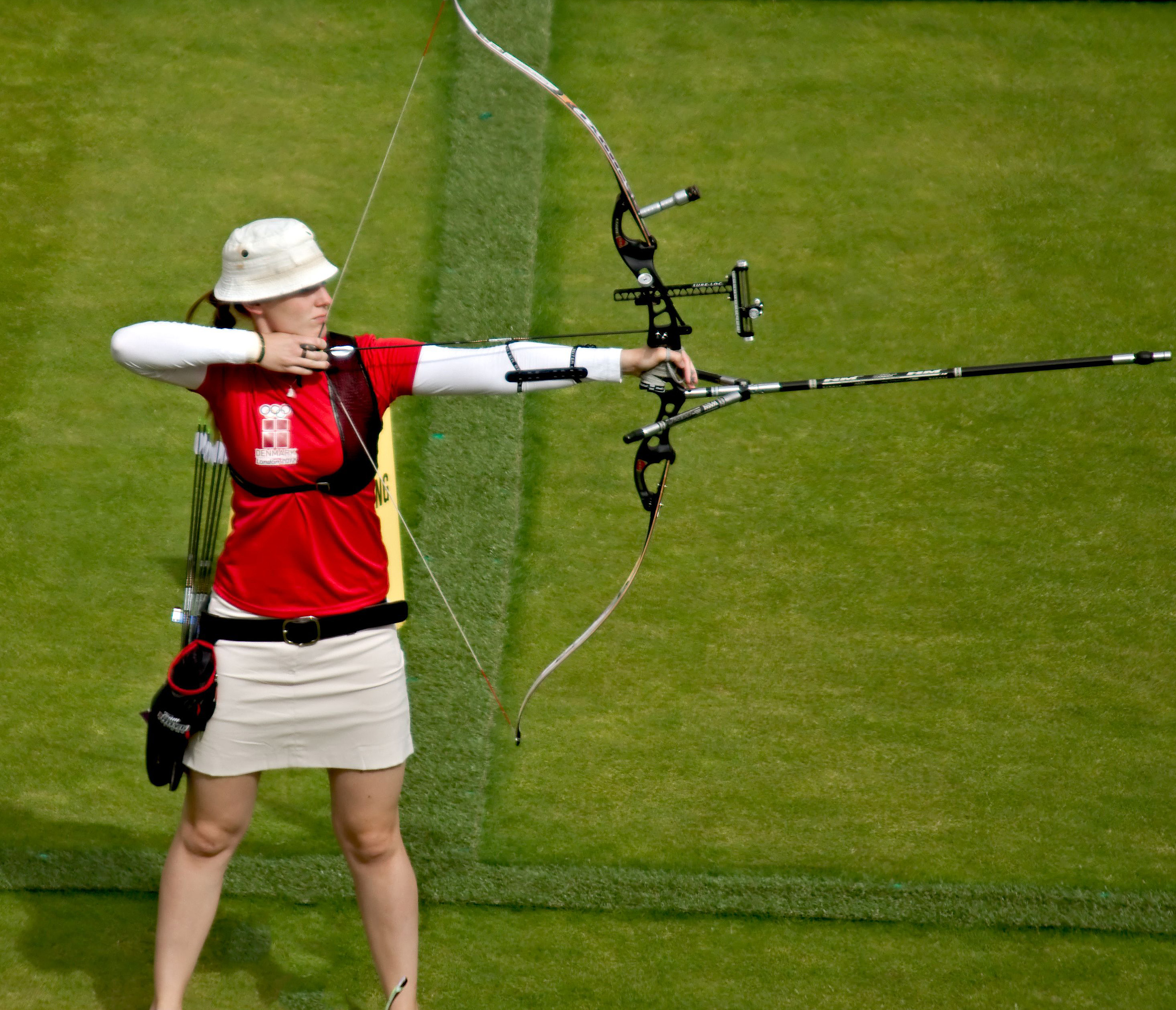
弓彈簧的一種，利用彈性能源放箭

線性特徵彈簧的彈性能量。下圖是載荷——撓度圖，淺藍色塗漆區域的三角形區域“U”對應於彈性能量

當彈簧變形時，能量以彈性能量的形式存儲在彈簧中。如果釋放儲存的能量，可以使彈簧機械機械功。這種“能量積累和釋放”功能被列為彈簧的第二個主要特徵。例如，通過弓釋放箭矢利用這種能量積累和釋放。在主發條時鐘，手錶在移動時釋放發條中存儲的能量。與弓形相比，在主發條手錶的情況下，它在釋放時逐漸使用彈性能量。在用於汽車的懸掛裝置的彈簧的情況下，彈簧受到從路面傳遞的衝擊，並且通過將衝擊力改變為彈簧的彈性能量來緩沖沖擊力。。
儲存在彈簧的彈性能量等於使所述彈性變形由負載所做的工作。在載荷-撓度圖中，由曲線和水平軸包圍的區域對應於彈性能量。不限於線性特徵，負載 P 撓度 δ 當它是一般函數時， P(δ) 積分和彈性能量 U 如下。
{\displaystyle U=\int P(\delta )d\delta }
如果它是線性特徵的彈簧，因為封閉區域是三角形，所以：
{\displaystyle U={\frac {P\delta }{2}}={\frac {k\delta ^{2}}{2}}={\frac {P^{2}}{2k}}}
是彈性能量。負載施加在彈簧上 P 是相同的，彈簧常數 k 吸收的能量越小 U 可以增加。當彈簧用於減輕鐵路車輛的耦合器或緩衝裝置的碰撞時，吸收的能量越大，越有利。
在負載——偏轉曲線繪製磁滯迴線的非線性特性彈簧的情況下，與環繞的部分的面積相對應的能量被摩擦等消耗。通過該滯後消耗彈性能量作為衰減振動，從衝擊鬆弛的觀點出發，環路所包圍的面積越大，越有利。

### 固有频率

彈簧懸掛的重量以恆定頻率振動。在這個圖中，彈簧常數是 k、撓度δ (t)（時間 t 功能）、負載（恢復力）那裡 P、重質量 m、重量加速度表示為 g 。

理想的非衰减一自由度系中的振幅傳達率和振動數比的關係。當水平軸為1時，來自外部的頻率與質點的固有頻率一致、幅度傳遞係數發散到無限。

將砝碼懸掛在天花板上，將砝碼向下拉，釋放力。 然後重量以恆定頻率上下振盪。這個恆定頻率稱為“固有頻率”。在由線性特徵的彈簧，質點（重量）和基礎（天花板）組成的一個自由度系統中，该固有頻率为：
{\displaystyle f_{n}={\frac {1}{2\pi }}{\sqrt {\frac {k}{m}}}}
m 是質量、k 是彈簧常數、π 是圓周率、fn 是固有頻率。具有這樣的固有頻率是彈簧的大特徵中的第三個。上在等式中、k 越大 fn 變得更大、k 越小 fn變得更小。一般來說，彈簧越硬，固有頻率越高，彈簧越軟，固有頻率越小。
固有頻率實際上與振動的任何問題有關，當考慮振動問題時，固有頻率也被稱為最重要的物理量。特別是，當尺寸和方向周期性波動的力被加到質點或支撐彈簧的基礎本身周期性擺動時，當來自外部的這種頻率與固有頻率一致時，“共振”被稱為“振动”猛烈地發生。也有積極使用共振的機器和工具，但通常有必要避免共振。當發生共振時，機器的操作可能變得不穩定，可能導致故障，最壞的可能導致故障事故。因此，需要設計機器和結構，以便從外部改變固有頻率和頻率。
同時，通過利用彈簧的固有振動的特性，可以減輕振動的傳遞。當固有頻率遠小於來自外部的頻率時，振動不太可能傳遞到彈簧支撐的質點。通過使用它，可以減小由彈簧支撐的物體的振動。作為使振動不太可能傳遞的一般標準，希望使固有頻率為來自外部的頻率的1/3或更小。例如，在鐵路車輛中，彈簧常數可以比金屬彈簧空氣彈簧小，以提高乘坐舒適性。

## 類型
彈簧種類繁多。 有各種分類方法，沒有決定性的東西。在下文中，將主要說明按類型和材料類型的類型，並且將觸及其他分類。

### 根據負載力的施加方式進行分類
- 拉伸彈簧：彈簧設計用於拉伸載荷，因此彈簧在載荷施加時伸展。
- 壓縮彈簧：設計用於在壓縮載荷下運行，因此彈簧在施加載荷時會變短。
- 扭力彈簧：不同於上述類型，其中負載是軸向力，施加到扭轉彈簧的負載是扭矩或扭力，彈簧的末端旋轉通過 施加載荷時的角度。
- 恆力彈簧：支撐載荷在整個撓曲周期內保持不變。[51]
- 可變彈簧：線圈對負載的阻力在壓縮過程中變化。[52]
- 可變剛度彈簧：線圈對負載的阻力可以動態地改變，例如通過控制系統，這些彈簧的某些類型也改變它們的長度，從而也提供致動能力。[53]

### 根據它們的形狀進行分類
- 扁平彈簧：這種類型由扁平彈簧鋼製成。
- 機加工彈簧：這種類型的彈簧是通過加工棒料和車床銑削操作而不是捲繞操作來製造的。由於它是機加工的，彈簧可以包括除彈性元件之外的特徵。機加工彈簧可以在典型的壓縮/伸展，扭轉等負載情況下製造。
- 蛇形彈簧：一種粗鋸的粗線——經常用於現代室內裝潢/家具。

### 最常見的彈簧類型
- 懸臂彈簧：僅在一端固定的彈簧。
- 線圈彈簧或螺旋彈簧：彈簧（通過繞圓柱繞線製成）有兩種類型：
  - “張力”或“拉伸彈簧”：設計為在負載下變長。它們的轉動（環）通常在卸載位置接觸，並且它們在每端具有鉤，眼或一些其他連接方式。
  - “壓縮彈簧”：設計為在裝載時變短。它們的轉彎（環）在卸載位置沒有接觸，它們不需要連接點。
  - “空心管彈簧”：可以是拉伸彈簧或壓縮彈簧。中空管填充有油以及改變管內流體靜壓力如膜或微型活塞等硬化或放鬆彈簧的裝置，例如隔膜或微型活塞等，以使彈簧變硬或鬆弛，例如隔膜或微型活塞等，以使彈簧變硬或鬆弛，或者，管道的橫截面選擇的形狀是當管道受到扭轉變形時它會改變其面積——橫截面積的變化轉化為管道內部容積的變化以及可以進出彈簧的油流量由閥控制，從而控制剛度。中空管的彈簧還有許多其他設計，它們可以改變任何所需頻率的剛度，通過倍數改變剛度或者除了彈簧質量之外還像線性致動器一樣移動。

- 錐形彈簧：錐形壓縮螺旋彈簧，使得在壓縮時線圈不會相互擠壓，從而允許更長的行程。
- 髮細彈簧或平衡彈簧：種精緻的螺旋彈簧，用於手錶，電流計和電源必須攜帶到部分旋轉裝置（如方向盤）而不妨礙旋轉的地方。
- 板簧：用於車輛懸吊系統，電氣開關和弓箭的平板彈簧。
- V型彈簧：用於古董槍械機制。也是門鎖彈簧，用於古董門閂機構。[54]

### 其他類型包括
- 碟型墊片或叫碟形彈簧：一種圓盤形彈簧，通常用於向螺栓施加張力。
- 氣彈簧：壓縮氣體體積
- 理想弹簧：物理學中使用的概念彈簧，它沒有重量、質量或阻尼損耗。彈簧施加的力與彈簧從其鬆弛位置伸展或壓縮的距離成正比。[55]
- 發條彈簧：螺旋形帶狀彈簧，用作發條機構中的動力存儲器：手錶，鐘錶，音樂盒，發條玩具和機械手電筒
- 恒壓彈簧：橫截面略微凹的薄金屬帶。當捲繞時，它採用扁平的橫截面，但當展開時，它恢復到原來的曲線，從而在整個位移過程中產生恒定的力，並“抵消”任何重新纏繞的趨勢。最常見的應用是捲尺。[56]
- 漸進式螺旋彈簧：一種具有可變速率的螺旋彈簧，通常通過具有不等的節距來實現，使得當彈簧被壓縮時，一個或多個線圈靠在其相鄰的位置上。
- 橡皮筋：拉伸彈簧，通過拉伸材料儲存能量。
- 彈簧墊圈：用於沿緊固件的軸施加恆定的拉力。
- 扭力彈簧：任何彈簧設計扭曲而不是壓縮或延伸[57]。用於扭杆車輛懸架系統。
- 波形彈簧：許多波形彈簧，墊圈和膨脹器中的任何一種，包括線性彈簧——所有這些都通常由扁平線或圓盤製成，根據工業術語，通常通過模壓，“波紋化”成波浪狀規則圖案導致曲線狀的裂片。還存在圓形線波形彈簧。

### 材料
有各種材料產生彈簧恢復力。原則上，所有具有彈性的材料都可以是彈簧材料。當按材料分類時，它大致分為金屬彈簧和非金屬彈簧，並且如下分類為一個示例。
- 金屬彈簧
  - 鋼鐵彈簧（碳鋼、合金鋼、不銹鋼等）
  - 有色金屬彈簧（銅合金、鎳合金、鈦合金等）
- 非金屬彈簧
  - 高分子彈簧（天然橡膠、塑膠、纖維強化塑膠等）
  - 無機化合物彈簧（陶瓷）
  - 流體彈簧（空氣、惰性氣體等）

#### 金屬彈簧

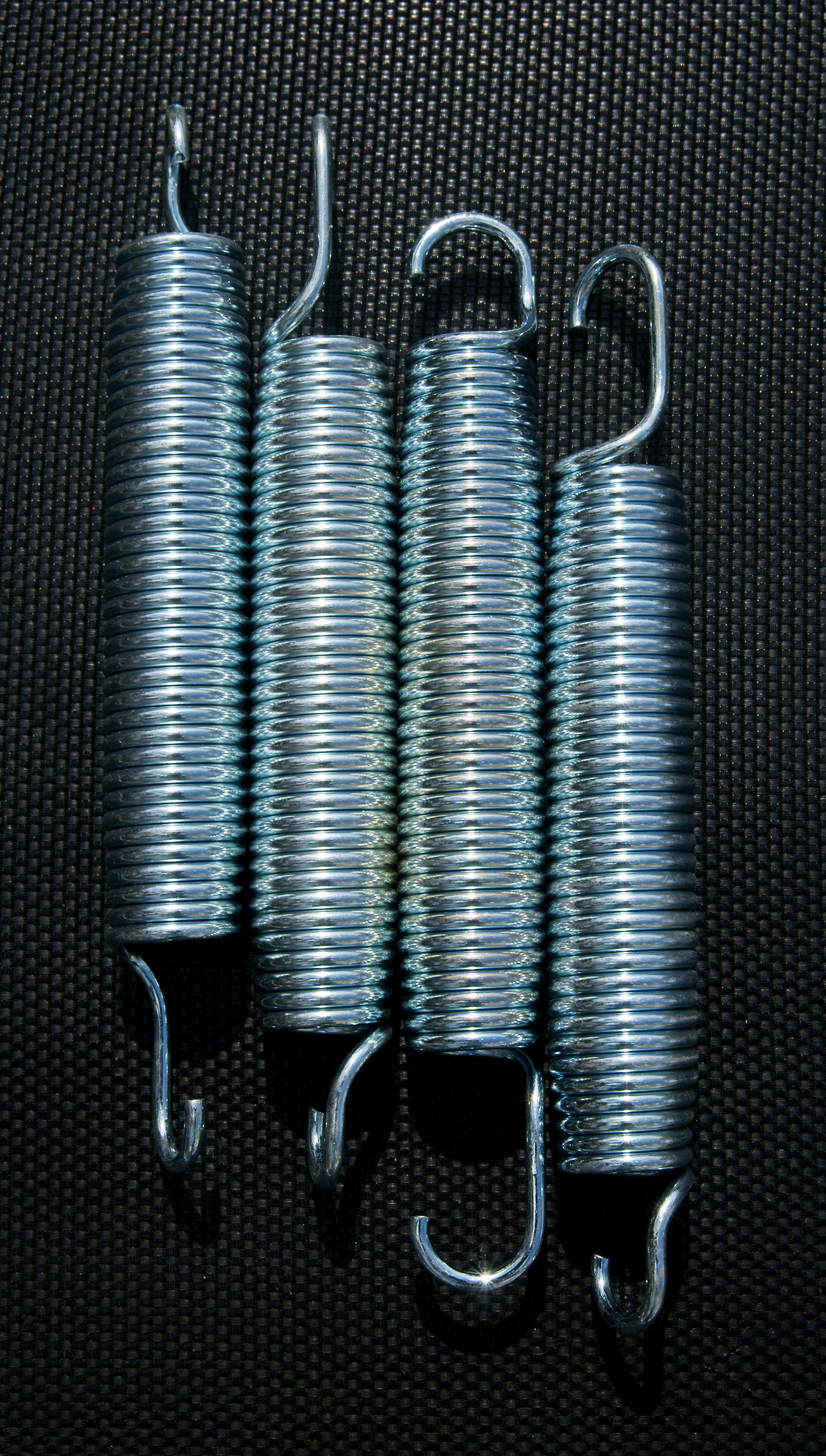
金屬彈簧（彈翻床）的拉伸螺旋彈簧

當彈簧材料分為金屬和非金屬時，除特殊情況外，通常使用金屬彈簧。雖然成本低，但金屬彈簧的一個優點是它可以承受很大的力並且可以確保大的撓曲量。在金屬材料中，鋼材料由於其高強度和多功能性而特別廣泛地使用。彈簧用的鋼材是「彈簧鋼」也由名稱已知的，它是為了增加彈性極限增強材料中的比典型的鋼的碳濃度。彈簧鋼大致分為冷成型和熱成型。冷成形適合於通過在室溫狀態下將材料加工成彈簧形狀來形成相對小的彈簧。熱成型適合於通過在加熱到高溫的狀態下將材料加工成彈簧形狀來形成相對大的彈簧。作為彈簧鋼的種類，使用以碳為主要添加元素的碳鋼，或者特別添加碳以外的元素的合金鋼。不銹鋼、耐腐蝕性和耐熱性優異的材料用作其他鋼材。
銅合金、黃銅、磷青銅、西白、鈹銅等材料常用作彈簧所用的有色金屬材料。利用銅合金導電率的優點，用連接器等減少電阻和發熱。除了耐腐蝕性和非磁性之外，還存在與鋼材相比成本高的缺點。
作為另一種有色金屬材料，鎳合金具有優異的耐腐蝕性，耐熱性和耐寒性也可用作彈簧材料。特別是英高鎳合金在鎳合金中很常見。鎳合金材料用作彈簧，用於高於400 ℃的高溫區域。鈦合金也用於彈簧作為與鋼相比可以製造得更輕的材料。與鋼相比，鈦合金的彈性模量和比重更小，因此可以減輕彈簧的重量。另一方面，存在成本高的缺點。

#### 非金屬彈簧

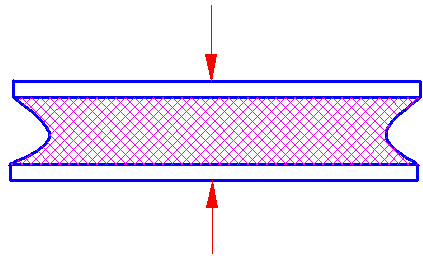
橡膠彈簧的示意圖（如果受到壓縮載荷）

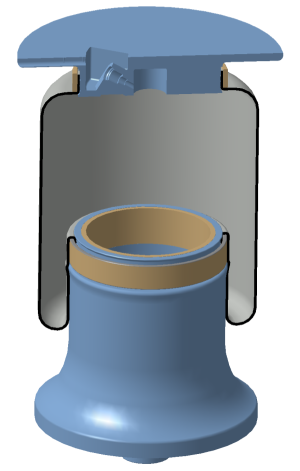
隔膜式空氣彈簧的三維模型

當希望獲得用金屬材料無法實現的功能和性能時，非金屬材料用作彈簧材料。塑料和橡膠等聚合物材料）也用作彈簧材料。 利用橡膠彈性的彈簧特別稱為“橡膠彈簧”。橡膠的彈性是非線性的，並且只有在應變小的範圍內才可以認為是線性的。具體材料包括通用天然橡膠，高耐候性氯丁橡膠，良好的減振特性丁基橡膠等。與金屬彈簧相比，它具有可以根據方向自由調節彈簧常數的優點，在橡膠的內部摩擦變形時產生阻尼力。。它廣泛用作車輛和工業機械的“防振橡膠”。另一方面，還有一個缺點是性能在高溫和低溫下趨於惡化，蠕變很可能在長期的重負荷下發生。此外，由於不能清楚地計算橡膠彈簧的性能，因此需要在近似範圍內進行計算。
塑料材料也用於彈簧。與金屬彈簧相比，塑料彈簧具有重量輕，不腐蝕，易於成型等優點。另一方面，存在如橡膠那樣可能發生蠕變的缺點，並且強度和彈性模量小於鋼。在塑料材料中，工程塑料在彈簧中很常見。例如，由聚醚醚酮（PEEK）等製成的螺旋彈簧用於需要耐化學性的地方。
為了克服塑料的低強度，含有增強纖維的纖維強化塑膠（FRP）也用作彈簧材料。有兩種FRP用作彈簧材料：玻璃纖維強化塑膠（GFRP）和碳纖維強化聚合物（CFRP）。取決於增強纖維的取向，FRP具有強度和彈性模量根據施加力的方向而不同的特性。因此，為了優化彈簧常數並利用FRP所具有的高強度，有必要設計具有適當方向的彈簧。雖然重量減輕GFRP製成板簧它曾經被投入實際使用的汽車底盤系統，但缺點的是成本高和回收困難。CFRP也用作板簧作為代表性示例。與其他材料相比，CFRP具有比強度和比彈性模量特別優異，以及高金屬疲勞等優點。利用這些優點，已經嘗試將CFRP彈簧應用於其他材料不可能的應用。
陶瓷無機材料也用作彈簧。 它具有耐熱性，即使在700°C至1000°C的高溫下也能實際使用，現有金屬彈簧無法處理。陶瓷是脆性材料，即使小的缺陷也被破壞，強度變化很大，因此以前認為它不適合作為彈簧材料。隨著隨後的製造技術的進步，高強度陶瓷誕生並且實際上可用作彈簧。實際使用例子，氮化矽被用來在高溫下彈簧夾具中所使用。
還有一個利用氣體和液體流體的彈簧，特別是利用空氣彈性的彈簧稱為“空氣彈簧”。在恆定溫度下，氣體的體積與壓力成反比波義耳定律是創造空氣彈簧彈性的基本原則。彈簧高度，可接收的負載，彈簧常數可以獨立設置，通過提供节流可以產生阻尼力，通過提供調節閥，彈簧高度可以保持恆定，它有優勢。特別是，由於第一個優點，在相同條件下彈簧常數可以比金屬彈簧小，並且當用作車輛的懸架裝置時，可以提高乘坐舒適性。根據形狀，可大致分為兩種“根据形状”、“波纹管形”。作為缺點，與金屬彈簧相比，結構複雜，還需要除空氣彈簧之外的附屬裝置，並且成本高。
還有一個彈簧使用惰性氣體，如氬和氦，而不是空氣，這種彈簧稱為“氣彈簧”。彈簧特性設定的自由度高，可以節省空間，可以發揮大的負荷。另一方面，工作溫度存在限制，存在氣體洩漏的擔憂。

#### 磁性彈簧
雖然它不使用彈性，但也有一個稱為“磁彈簧”的彈簧，它使用磁鐵的磁力作為恢復力。當使磁鐵的相同磁極靠近它時產生排斥力時，它可以用作在壓縮方向上具有恢復力的彈簧。當磁鐵的相對磁極彼此面對時，由於當磁鐵在橫向方向上移位時產生吸力，它可以用作在橫向上具有恢復力的彈簧。有一個優點是可以避免物體之間的接觸並且沒有質量，因此不會發生下面描述的波動。

### 其他分類
除了上述基本形狀/材料類型之外，彈簧也從以下觀點分類：
- 負載形式

根據彈簧接收的負載的類型（類型）進行分類。 有承受軸向壓縮載荷的“壓縮彈簧”，承受軸向拉伸載荷的“拉伸彈簧”，繞軸承受扭矩的“扭轉彈簧”。
- 應力狀態

承保接受場合，絮狀行為狀態初始分類。 由於實際應力狀態是各種應力的複雜組合，因此主要根據其接收的程度進行分類。 例如，板簧主要應用於受到彎曲應力的彈簧，壓縮螺旋彈簧主要應用於受到扭轉應力的彈簧，環形彈簧主要應用於受拉伸/壓縮應力的彈簧。
- 彈簧特性

基於負載和彈簧偏轉之間的關係（彈簧特性）進行分類。 線性特性，沒有滯後特性的非線性和具有滯後的非線性特性。 例如，扭杆用於線性特徵彈簧，錐形螺旋彈簧（一種壓縮螺旋彈簧）用於非滯後的非線性特性，而板簧用於具有滯後的非線性特性。
- 材質形狀

由作為彈簧材料的材料形狀分類。 它們可大致分為使用板狀材料（板材），棒狀材料（桿材料）或使用線性材料（線材）的彈簧的彈簧。 例如，螺旋彈簧用於使用板材的彈簧，螺旋彈簧使用桿材料或線材施加到彈簧上。

## 受力與變形
弹簧的受力与变形符合胡克定律，即受力與形變量需成正比，见下式:
- {\displaystyle F=-kx}

- {\displaystyle F}=弹簧所产生的力单位为牛顿，简称牛
- {\displaystyle k}=彈簧常數，又称倔强系数或劲度系数，单位为牛顿/米，简称牛/米
- {\displaystyle x}=弹簧的变形量或壓縮量，单位为米
- 此外弹簧的種類有許多，如常見的有拉簧、扭簧、發條彈簧、鋼片彈簧和空氣彈簧等等。

## 扭力彈簧-彈簧常數公式
彈簧常數 :以 {\displaystyle k} 表示,當彈簧被扭轉時,每增加1°扭轉角之負荷 (kgf*mm). 
{\displaystyle K={\frac {E*d^{4}}{1167*D_{m}*pi*N+389*R}}} (kgf*mm).
{\displaystyle E}= 線材之剛性模數
琴鋼線{\displaystyle E}=21000
不銹鋼線{\displaystyle E}=19400
磷青銅線{\displaystyle E}=11200
黃銅線{\displaystyle E}=11200
{\displaystyle d}= 線徑
{\displaystyle D_{o}}=OD =外徑
{\displaystyle D_{i}}= ID = 內徑
{\displaystyle D_{m}}=MD =中心徑 ={\displaystyle D_{o}-d}
{\displaystyle N} = 總圈數
{\displaystyle R} =負荷作用之力臂
{\displaystyle pi} = 3.1416　

## 拉伸彈簧-彈簧常數公式
彈簧常數 :以{\displaystyle k}表示。當彈簧被拉長時，每增加1mm行程之負荷(kgf/mm). 
{\displaystyle K={\frac {G*d^{4}}{8*D_{m}^{3}*N_{c}}}} kgf/mm).
{\displaystyle G}= 線材之剪切模數
琴鋼線{\displaystyle G}=8000
不銹鋼線 {\displaystyle G}=7300
磷青銅線{\displaystyle G}=4500
黃銅線{\displaystyle G}=3500
{\displaystyle d}= 線徑
{\displaystyle D_{o}}=OD =外徑
{\displaystyle D_{i}}= ID = 內徑
{\displaystyle D_{m}}=MD =中心徑 ={\displaystyle D_{o}-d}
{\displaystyle N} = 總圈數
{\displaystyle N_{c}} =有效圈數={\displaystyle N-2}

## 定力彈簧/恆力彈簧
扭力計算:
{\displaystyle F={\frac {E*b*h^{3}}{6.6*d_{n}^{2}}}}
{\displaystyle E}彈性模數
琴鋼線{\displaystyle E=21000},不銹鋼線{\displaystyle E=19400},磷青銅線 {\displaystyle E=11200} ,黃銅線{\displaystyle E=11200}
{\displaystyle d_{n}} 彈簧自由狀態下的內圈直徑(輸入端)
{\displaystyle b} 截面寬度
{\displaystyle h} 截面厚度

## 定扭力彈簧/定扭矩彈簧/恆扭矩彈簧
扭矩計算:
{\displaystyle F={\frac {E*b*h^{3}}{6.6*d_{n}^{2}}}}
{\displaystyle T={\frac {(E*b*h^{3}d_{1})*({\frac {1}{d_{n}}}+{\frac {1}{d_{1}}})^{2}}{12}}}
{\displaystyle E}——彈性模數，琴鋼線 {\displaystyle E}=21000 ,不銹鋼線 {\displaystyle E}=19400 ,磷青銅線 {\displaystyle E}=11200 ,黃銅線 {\displaystyle E}=11200
{\displaystyle d_{n}}—— 彈簧自由狀態下的內圈直徑(輸入端)
{\displaystyle d_{1}}—— 彈簧的心軸直徑 (輸出端)
{\displaystyle b}—— 截面寬度
{\displaystyle h}—— 截面厚度
彈簧總長度 : 
{\displaystyle L=\pi *N(D_{o}+N_{t})+10D_{o}}
這個公式考慮了啟動的直徑，形成圈數（{\displaystyle N}），材料厚度（{\displaystyle t}）還有輸出軸直徑（{\displaystyle D_{o}}）

## 設計與製造

### 基本設計
在設計彈簧時最重要的是澄清它的用途。與其他機器構件一樣，有必要為彈簧設計適合於使用目的的性能。具體地，可以引用以下功能作為由彈簧實現的功能：
- 在卸載時利用彈性返回原始位置和形狀
- 彈性地握住物體
- 隔振/放鬆
- 創造振動和使用
- 放鬆衝擊力
- 儲存和釋放能量
- 負載測量和調節

除了滿足該功能的要求之外，彈簧的設計還需要以下內容：
- 適合空間限制
- 不會發生永久變形和破壞
- 在使用期限內具有足夠的強度
- 在使用環境中具有足夠的強度
- 重量輕
- 緊湊
- 易於製造
- 價格便宜

彈簧的採購方法，存在從所銷售的標準品中選出的場合，規格品沒有的東西的個別製作的情况。由於彈簧的應用是多種多樣的，除了緊固彈簧之外，它通常是逐個設計的。因此，在彈簧的設計中，從標準產品中選擇的方法並不像螺栓和軸承那樣多的機械元件。
當不可能獲得一個彈簧所需的彈簧特性時，可以組合多個彈簧。共享負載的彈簧組合的“並聯”或“並聯連接”以及添加偏轉的彈簧組合稱為“串聯”或“串聯連接”。並行地，組合彈簧的數量越大，勁度係數與整個組合越大。串聯時，隨著組合彈簧的數量增加，組合的彈簧常數整體減小。根據組合方式，還可以使彈簧特性整體非線性。

#### 經典理論公式和有限元法
彈簧的設計的時候，載荷變形的關係和發生的應力的計算方法，在材料力學的經典理論式使用方法和數值分析的有限要素法使用的方法。在經典理論中，計算公式通常以代數表達式的形式給出，並且很容易用計算器等計算。此外，如是否影響多少形狀多少變化一旦特性，因素和結果之間的關係，可以清楚地理解。
另一方面，經典理論有一些假設來推導計算公式，只有使用接近這些假設的範圍才能預期表達式的精確度。例如，如果確定形狀和材料特性的數值，則可以通過以下基本方程計算一般壓縮螺旋彈簧的彈簧常數“k”。
{\displaystyle k={\frac {Gd^{4}}{8N_{a}D^{3}}}}
這裡，G是材料屬性的值， d, Na, D 以及每個尺寸值。 然而，該公式假設三個假設，即負載在線圈中心的直線上，俯仰角的影響（螺旋的傾斜度）很小且可以忽略不計，並且僅考慮扭矩，並且應用範圍有限。在一些實際設計中，還必須在超出這些假設的範圍內使用它。
在一個FEM中，通過將彈簧的形狀除以稱為元素的小區域在計算機上創建模型，並給出解決方案。也可以計算具有特殊形狀的彈簧，這些彈簧對適用的彈簧形狀幾乎沒有限制，也沒有建立代數形式的公式。可以進行更接近實際產品的計算。但是，在改變形狀時，每次都需要改變模型，有必要重複工作，使其收斂到最佳設計。與經典理論公式相比，它通常是耗時且昂貴的。在設計中，通常考慮經典理論方程和FEM的優缺點，並單獨使用它們。

#### 振動問題

汽車的簡單四自由度振動模型的一個例子。 它用於計算車身的垂直振動和俯仰振動。

如果使用彈簧的目的是振動的鬆弛，則在某些情況下可能需要使振動阻尼遠離彈簧的機械元件。 阻尼代表油阻尼器等作為阻尼的機械元件，通過將物體的振動能轉換為熱能並消散它。雖然彈簧本身俱有像橡膠彈簧一樣的阻尼，但是一般的金屬螺旋彈簧會產生少量阻尼，因此需要單獨使用阻尼器。通過阻尼，可以避免由彈簧支撐的物體隨著自由振動而搖動。為了更強烈地抑制振動，除了彈簧/阻尼器之外還可以設置致動器。車輛等的主動懸架的示例。
在處理振動問題等時，將目標機制視為數學模型，並將其視為由單個元素組成的系統（物理系統）。基本振動模型由三個元素組成：慣性元件，恢復元件和阻尼元件。典型的修復元件是彈簧。彈簧的載荷——如果它是能夠確定的偏移特性，可以賦予其特性作為振動模型的元件。但是，振動模型上模型化的話，實際的彈簧始終理想化的東西，需要特別注意。。振動模型上的彈簧被視為沒有質量，但實際結合的彈簧具有質量。實際的彈簧本身也是一個振動系統。因此，彈簧本身也會振動，並且振動中也存在自然振動。當彈簧本身的固有頻率與外部頻率重合時發生共振。特別是對於以高頻膨脹和收縮的壓縮螺旋彈簧而言，這成為一個問題。當發生滑脫，彈簧不能跟隨機構的運動，導致系統變得不穩定或導致彈簧斷裂。當滑脫是一個問題時，通過增加彈簧本身的固有頻率來採取對策。

#### 強度

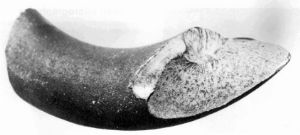
被疲勞破壞的螺旋彈簧的碎片

在一般的機械設計中，重要的是具有足夠的強度以使其不會破裂並且彈簧是相同的。與其他機械元件相比，設計中的一個特殊點是它需要通過變形進行偏轉。用其他機械元件進行強度評估，但通常在評估變形量之前不需要。另一個設計特徵是使彈簧的使用範圍在如上所述的彈性變形範圍內。這也可以說是彈簧設計的“絕對要求”。如果它超過材料的彈性極限，則不能正常地實現彈簧的功能。在彈簧強度方面特別重要的是“疲勞”和“永久變形”。
疲勞是由於在物體上重複施加載荷而在物體中產生裂縫並且發生破壞的現象。這種重複負載稱為“動態負載”。用於繼續接收振動的車輛的懸架系統的彈簧的示例接收這樣的負載。疲勞強度是材質、形狀、負荷形式、使用溫度，許多因素如環境影響。由於彈簧通常以受到重複載荷的形式使用，因此從設計的角度來研究疲勞強度也很重要。通常，如果重複施加的負載數量是1000萬次，則設計使彈簧不會疲勞。取決於彈簧的應用，存在足以承受比其更少的次數或為了承受更多次的情況。
凹陷不僅低於屈服應力載荷，甚至長期，而且在材料中逐漸發生塑性變形，造成永久性彎曲彈簧現象。當負載繼續保持幾乎恆定時，也會發生凹陷。這種負載也稱為“靜態負載”。凹陷主要是由一種叫做蠕變的現象引起的。例如，在用於汽車的懸架系統的彈簧中，由於跟部引起的車輛高度的變化成為問題。 特別是在高溫區域，容易發生斷裂，因此要考慮在高溫區域使用的彈簧，例如將產生的應力抑製到較低水平，採用高度抗下垂的材料。雖然在高於450°C的高溫區域出現風化現象，但在400°C以下區域出現下垂的機制仍然不清楚。

### 製造業的基本項目
彈簧的製造過程根據類型而變化。 以下是金屬彈簧製造的一般描述。

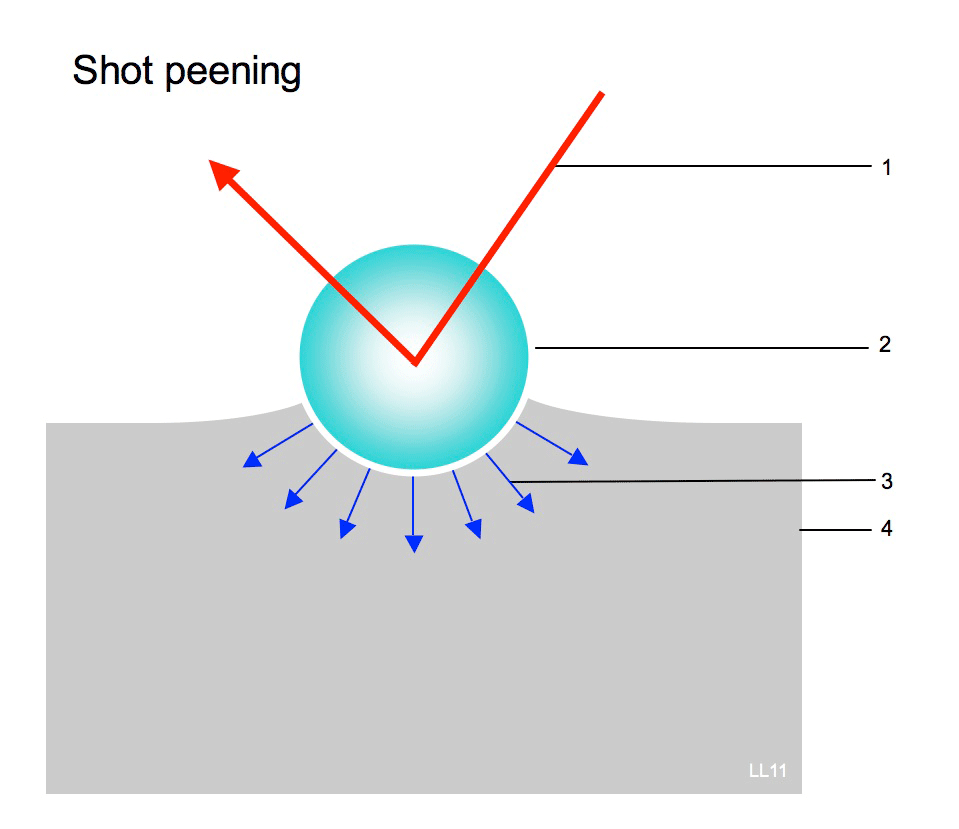
通過表面改質技術鋼球碰撞的狀態。
1：射擊軌道
2：射擊材料
3：授予壓縮
4：目標材料的表面

在金屬彈簧的情況下，主要通過塑性加工來執行從桿狀或板狀材料到預定彈簧形狀的成形。彎曲或滾動材料並將其加工成所需形狀。金屬彈簧的塑性成形大致分為冷成型和熱成型。如上所述，通過在室溫狀態下將材料加工成彈簧形狀，在相對小的彈簧上進行冷成形。通過在加熱到高溫的狀態下將材料加工成彈簧形狀，在相對大的彈簧上進行熱成形。
在金屬彈簧的情況下，在成型後施加熱處理。 如果是鋼的熱成形彈簧（如板簧，竹筍彈簧，螺旋彈簧等），在成形後立即淬火然後回火。通過硬化和回火，可以將其製成堅硬且持久的材料。在形成鋼冷成形彈簧（薄板簧，螺旋彈簧，碟形彈簧等）之後進行熱處理時，進行退火以去除淬火或回火的殘餘應力。在有色金屬材料的情況下，施加析出硬化並且同樣增加強度。
在熱處理後的許多情況下表面改質下完成。表面改質是一種在彈簧表面高速錘擊無數硬顆粒的過程，將彈簧表面壓縮殘餘應力以提高疲勞強度。在表面改質或熱處理之後，在許多情況下執行稱為“預先設定”或“設定”的過程，該過程施加大於最大設計負荷的負荷。熱成形螺旋彈簧等有時進行“熱處理”，其中在高溫狀態下進行設定同時進行回火。因此能夠增加由熱定形淬火抗流掛性。在最後的過程中，如果需要，通過電鍍或塗漆進行表面處理。
在塑料彈簧的情況下，用於彈簧的大多數塑料是热塑性塑料，因此它是通過注塑成型成型的。將熔融材料壓入模具中並冷卻並固化以生產。在作為橡膠彈簧之一的防振橡膠的情況下，我們製造和捏合原材料，並通過硫化將它們粘合到金屬配件上。

### 工業規格
國際標準ISO其他，國家工業標準（ASTM、BS、DIN、JIS、JASO、SAE等），標準已經建立了彈簧的設計和製造。的內容是相關的彈簧，各種彈簧產品，測試方法，所述彈簧材料涉及這種牽伸過程那些術語。在ISO，成立了由12個國家參加的2017年技術委員會「ISO/TC 227」，金屬彈簧作為一種控制標準的發展。

## 應用實例
利用彈簧的特性和功能，彈簧被廣泛應用於各個領域。從熟悉的電器到大型機器和結構，從老式設備到現代設備，彈簧的使用很普遍。

### 日用品

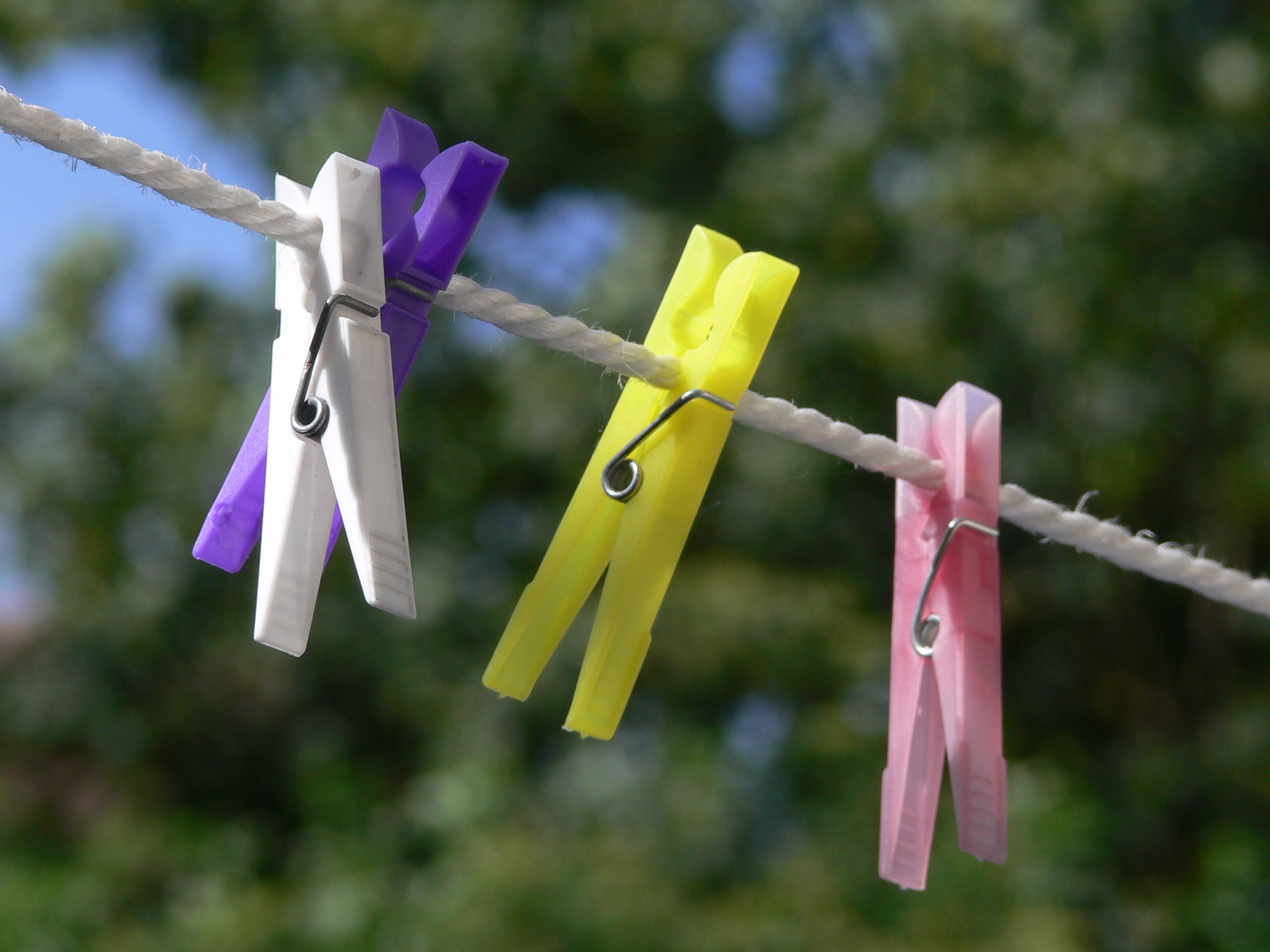
曬衣夾（使用扭轉螺旋彈簧的那些）

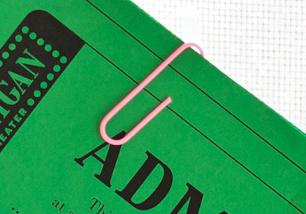
它是一種線彈簧迴紋針

身邊的日用品中也存在各種各樣的彈簧。在文具中，用於夾紙文件的夾子也可以說是一種彈簧。線彎曲成形的迴紋針，形成一種線彈簧。用於裝訂紙張和文件訂書機通常是一個板簧和螺旋彈簧的組合。螺旋彈簧用於向前推動訂書針的機構，並且推出訂書針的薄板是板簧。在具有敲擊機構的圓珠筆中，使用螺旋彈簧來取出和插入筆尖。一些圓珠筆有一個支撐筆尖球的機制，小彈簧大約1毫米。
彈簧也用於掛衣服洗衣服。有些東西使用扭力彈簧和那些在衣夾中使用環形彈簧的東西。稱重量秤也有使用彈簧的類型。彈簧秤使用拉伸螺旋彈簧，稱重的機構，可以說是胡克定律的樣本。
在機械式時鐘中使用兩種類型的螺旋彈簧。 一個是接觸式螺旋彈簧的彈簧，其產生動力以推進鐘針。另一種是非接觸式螺旋彈簧的稱為平衡彈簧的部件，用於鐘表的時鐘速度擒縱機構。這是回報的平衡彈簧連接到天平的一部分，移動針刻正確的時間。
有些玩具使用彈簧的各種特性。驚奇的盒子是一個經典的玩具，當打開蓋子時玩偶等彈出恢復力的彈出玩具。音樂盒旋渦彈簧，作為動力，發出聲音。這是如何使用彈簧將能量作為彈性能量積累並逐漸釋放彈簧的一個例子。玩具模型汽車的發條也是螺旋彈簧運行的動力源。

### 車輛

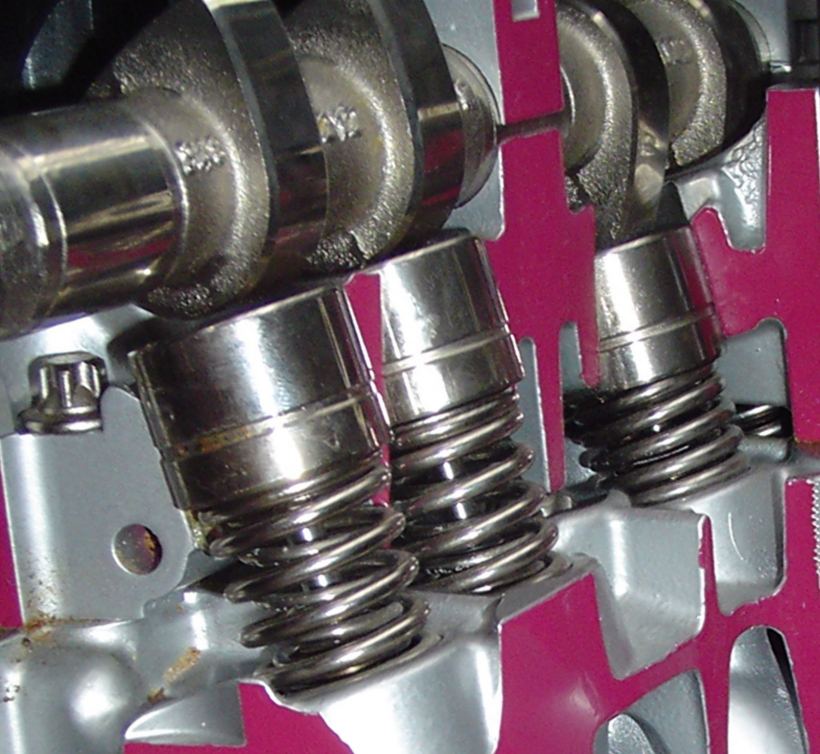
發動機切割模型

一輛車使用了2000到3000個彈簧，汽車和彈簧之間的關係很強。汽車內燃機中使用的典型類型是根據凸輪軸的凸輪形狀移動進氣門和排氣門的彈簧，稱為“氣門彈簧”或“閥門彈簧”。在約120℃下在油即使上述拉伸1億次要求不疲勞斷裂，並且進一步總是需要小型化和輕量化。在整個彈簧中，閥門彈簧可以說是在最惡劣的環境中使用的彈簧為了滿足使用條件，形狀和線間距截面形狀進行了特殊設計。關於材料，抗拉強度超過2000帕斯卡的鋼絲已經標準化並用作閥門彈簧材料，並且是“最廣泛使用的批量生產的材料高品質的彈簧。

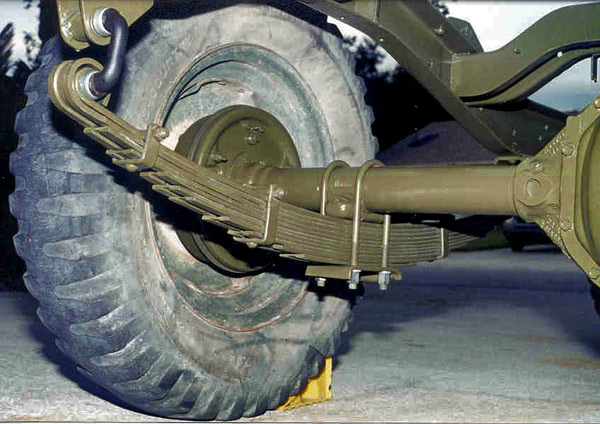
用於越野車懸架的板簧

各種彈簧也用於車輛的懸架，該車輛在保持車輪的同時支撐車身並減輕來自路面的衝擊。最廣泛使用的懸架彈簧是壓縮螺旋彈簧，重量輕的小型轎車的很多因為使用的。層壓板簧是重型和重型的，但由於它們的高承載能力，它被用於貨車，公共汽車，越野車輛等。儘管空氣彈簧具有諸如高度調節和乘坐舒適性之類的優點，但它們昂貴且用於公共汽車和豪華汽車。扭杆是一級方程式賽車的主懸架彈簧。為了抑制側傾擺動車體，從小型車到大型卡車的扭杆使用範圍很廣。

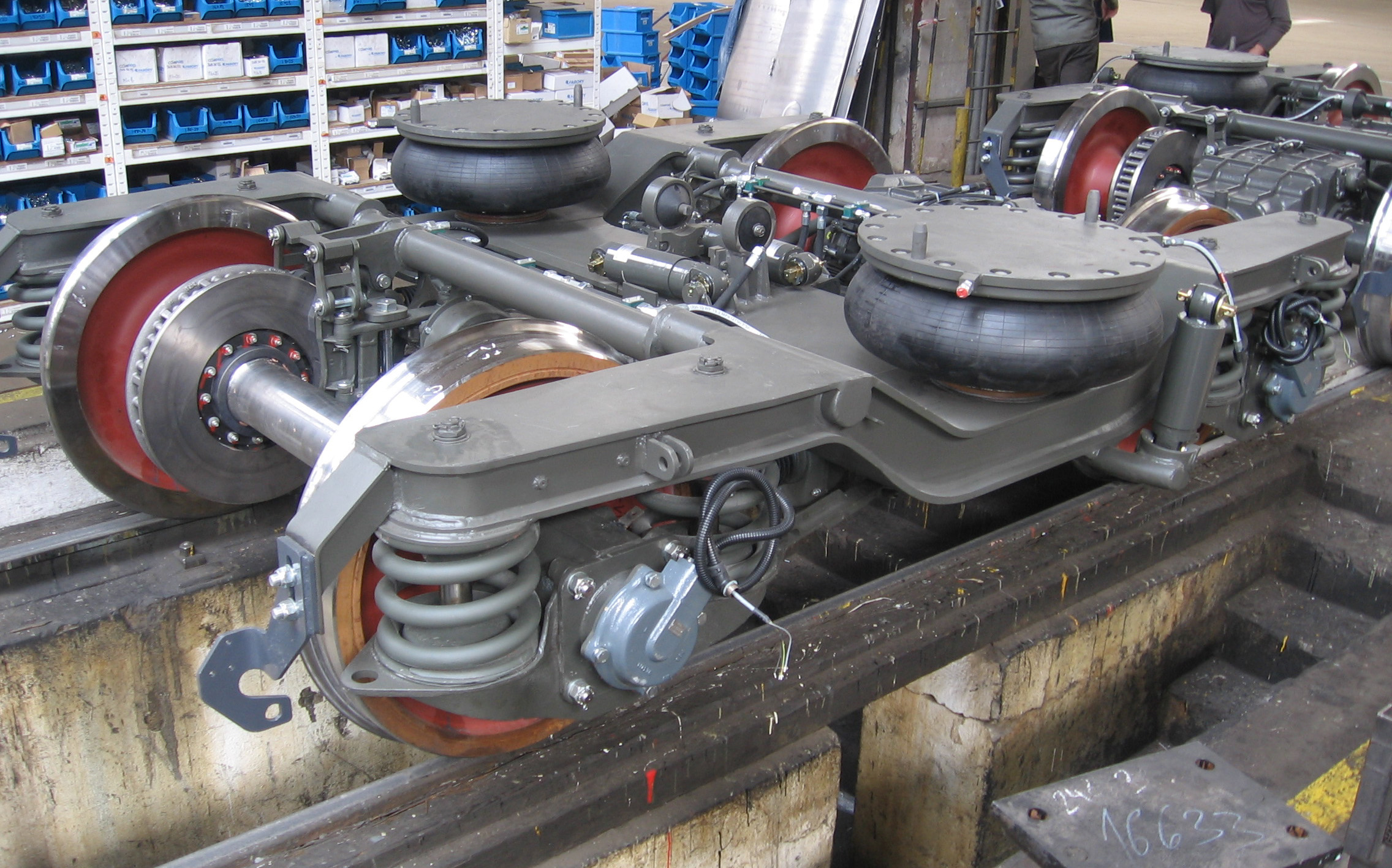
去掉了車身的鐵路車。 軸彈簧（螺旋彈簧）位於車輪旁邊。 手推車中間的兩個黑色橡膠門是枕形彈簧（空氣彈簧）

鐵路車輛的懸架系統由兩種彈簧組成，即枕形彈簧和軸向彈簧。枕形彈簧是存在於車身和鐵路車輛之間的彈簧，主要使用空氣彈簧。通過使用空氣彈簧，可以在獲得軟彈簧常數的同時保持車身的高度。軸簧是位於轉向架和輪對之間的彈簧, 主要使用螺旋彈簧。
除了懸掛系統，列車的集電弓，而且通過氣動，通過彈簧得到靠在集電弓接觸導電。在年齡較大的有軌車車輪彈簧用於緩衝耦合。为了将轨道固定在枕木上，也使用了板簧和线弹簧。
對於其他車輛，在建築車輛的推土機的懸架中裝有彈簧，以便將輪胎給予履帶，但即使施加異常力，它也可以釋放它。 該彈簧稱為“反沖彈簧”，主要使用螺旋彈簧。一些复進簧的也是巨大的壓縮螺旋彈簧超出人類的脊柱。

### 電氣和電子設備

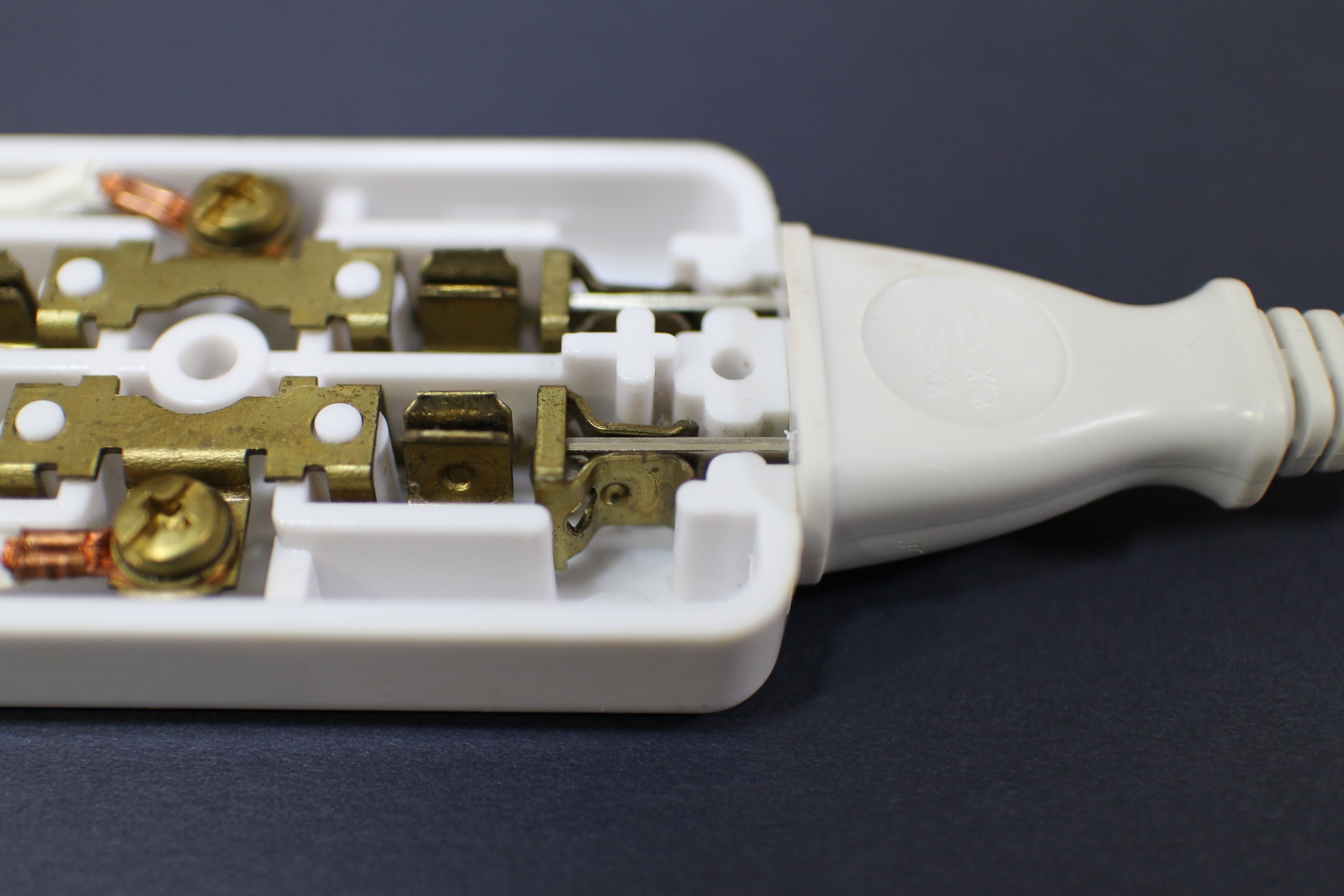
插座內部，銅薄板彈簧固定插頭的刀片

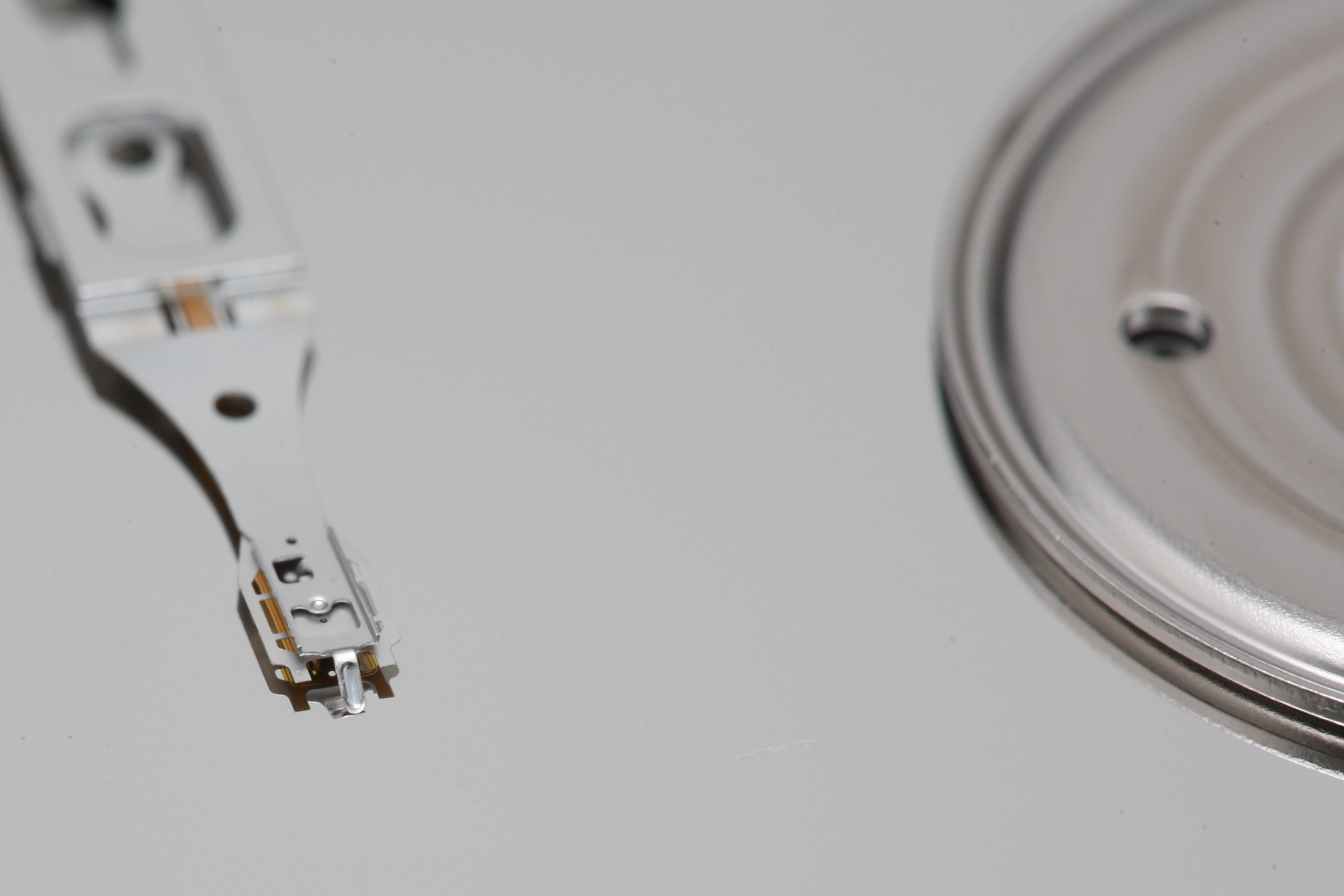
硬碟驅動器的磁頭（左臂尖端）

彈簧還用於電氣設備和電子設備。 在某些情況下，彈簧本身是電路的一部分，在這種應用中，使用具有良好導電性的銅合金彈簧。銅薄板簧安裝在出口用於獲取電力，這個薄板簧與插頭電連接並保持插頭。這不容易地移除插頭，並且也可以用適度的力拉出插頭。在電路、電子電路中的繼電器和開關中，也有各種各樣的電力接觸。筆記型電腦和手機等電子機器類，高度的輕量化和小型化被要求，它們中的繼電器開關、連接器等中使用薄鋼板，也同樣輕量化和小型化被要求，作為結果懸架裝置用彈簧普通的高强度的彈簧也會用。
照明和遙控等開關也使用彈簧進行操作。假設沒有彈簧，當開關緩慢按下時，電觸點也會緩慢接近並接觸，這樣電弧很可能在觸點之間長時間發生，導致損壞。通過使用彈簧，即使緩慢按下開關，也可以立即接觸端子。使用壓縮螺旋彈簧或橡膠的機構，以及連接端子本身是板簧的機構。
在電腦的示例中，彈簧被包含在執行操作的鍵盤中。 在較舊的鍵盤上，金屬螺旋彈簧構建在每個鍵下方，用於推回鍵。還有一種用橡膠的恢復力推回鍵盤的方法，截至2008年，這種類型的鍵盤是主流。在存儲設備的硬碟驅動器中，稱為磁頭的組件在磁盤上移動以向盤讀取和寫入信息。在這種情況下，薄板彈簧稱為懸浮液給出了一個恆定的負載到磁頭，磁頭有助於維持在幾十納米的磁盤上的位置。

### 結構

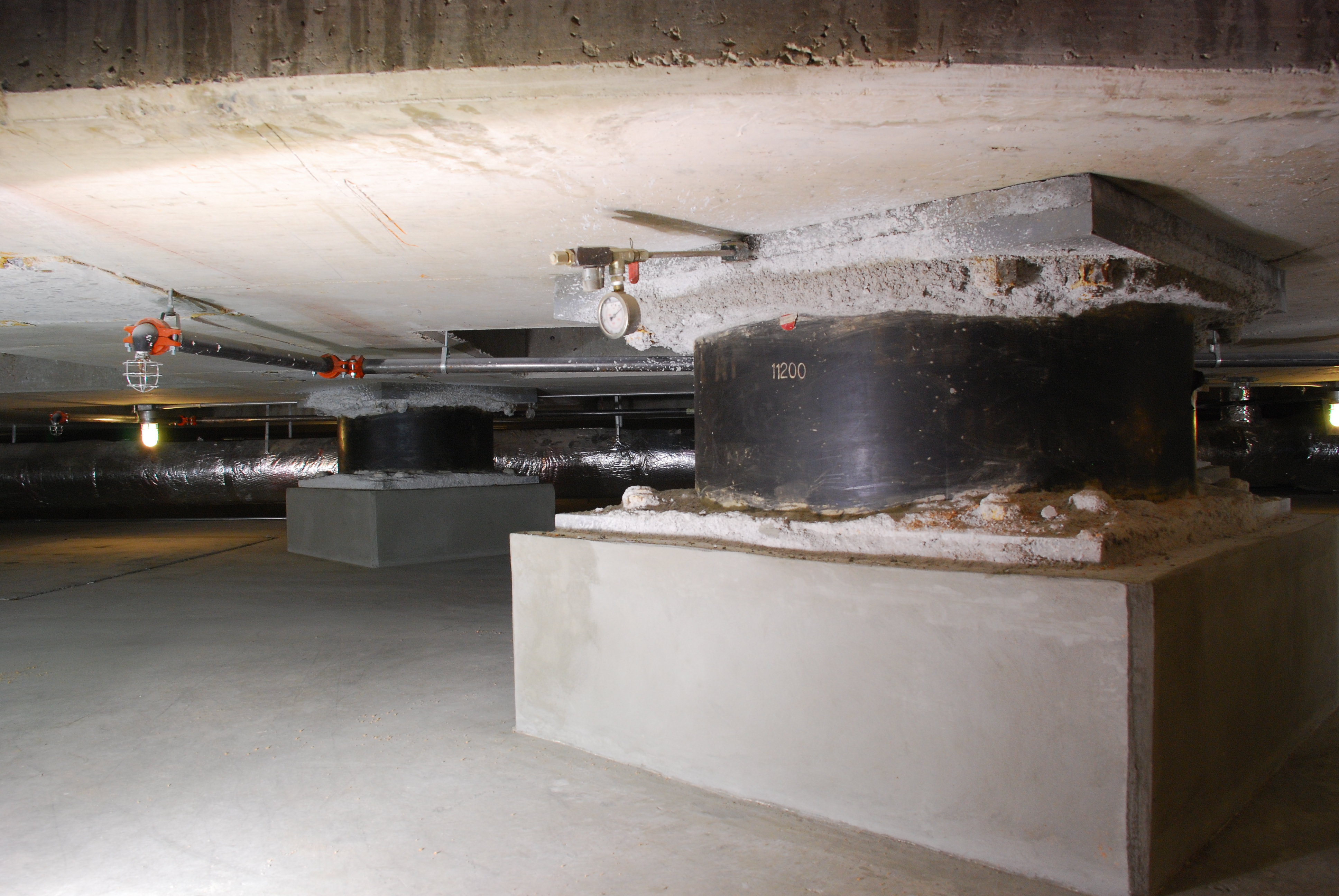
橡膠隔震墊

彈簧也用於建築和土木工程領域的結構本身。 為了保護建築物免受地震的影響，將建築物和基礎分開，並在其間安裝彈簧和阻尼器稱為地震隔離結構。線圈彈簧也用於地震隔離結構中，但通常使用層壓橡膠，其中金屬板和橡膠層疊成層。體操比賽的百合地板也被鋪滿了的彈簧支撐著。根據這個，地板競技高難度的空翻技巧成為可能。層壓橡膠等甚至結合在橋的軸承中，由此缺少橋的上部結構的移動。
除了基礎隔離結構之外，還有一種減振結構可以保護建築物免受震動。在減振結構中，提供稱為動態減振器的機構，以通過彈簧和減震器將重物附著到建築物的上部。與地震隔離結構不同，由於可以減少由強風引起的振動，因此尤其對於高層建築物而言需要阻尼結構。例如，在台北101大樓中為了因應高空強風及颱風吹拂造成的搖晃，在87至92樓掛置一個重達661.02公噸、直徑5.5公尺的調諧質塊阻尼器（又稱調質阻尼器）。

### 註解
1. ↑  例えば、日本ばね学会（編） 2008，第1–5頁、ニッパツ・日本発条株式会社（編） 1998，第3頁、渡辺・武田 1989，第8–10頁。
2. ↑  ばね鋼とは、後述の熱間成形用のばね用鋼材のみを指す場合もある[63]。

### 引用
1. ↑  Springs （页面存档备份，存于） How Products Are Made, 14 July 2007.
2. 1 2  White, Lynn Jr. . New York: Oxford Univ. Press. 1966. ISBN 0-19-500266-0., p.126-127
3. ↑  Usher, Abbot Payson. . Courier Dover. 1988  [2018-08-07]. ISBN 0-486-25593-X. （原始内容存档于2019-05-02）., p.305
4. ↑  Dohrn-van Rossum, Gerhard. . Univ. of Chicago Press. 1998  [2018-08-07]. ISBN 0-226-15510-2. （原始内容存档于2019-05-02）., p.121
5. 1 2  日本ばね学会（編） 2008，第1頁.
6. ↑  渡辺・武田 1989，第3頁.
7. ↑  蒲 2008，第46頁 / 「ばねの歴史」編纂ワーキンググループ（編） 2012，第2–4頁 / . ばねの話. 日本発条株式会社.   [2016-12-29]. （原始内容存档于2016-10-23）.
8. 1 2  蒲 2008，第46頁.
9. ↑  小玉 1985，第16頁; 蒲 2008，第46頁.
10. 1 2  「ばねの歴史」編纂ワーキンググループ（編） 2012，第3頁 / 蒲 2008，第46頁 / . ばねの話. 日本発条株式会社.   [2016-12-29]. （原始内容存档于2016-10-23）.
11. ↑  「ばねの歴史」編纂ワーキンググループ（編） 2012，第3頁; 村上 1994，第11頁.
12. ↑  村上 1994，第11頁.
13. ↑  蒲 2008，第42頁; 村上 1994，第11頁.
14. ↑  大路清嗣・中井善一.  第1版. コロナ社. 2010: 40–41. ISBN 978-4-339-04039-5.
15. ↑  「ばねの歴史」編纂ワーキンググループ（編） 2012，第2頁.
16. ↑  小玉 1985，第14頁; 「ばねの歴史」編纂ワーキンググループ（編） 2012，第3頁.
17. 1 2  「JIS B 0103」 2015，第15頁.
18. ↑  ばね技術研究会（編） 2001，第1頁.
19. ↑  日本ばね学会（編） 2008，第1–2頁.
20. ↑  蒲 2008，第50頁.
21. ↑  「JIS B 0103」 2015，第13頁; ニッパツ・日本発条株式会社（編） 1998，第5–6頁.
22. ↑  小玉 1985，第14頁.
23. ↑  蒲 2008，第51頁.
24. ↑  小玉 1985，第14–15頁; 蒲 2008，第51頁.
25. ↑  渡辺・武田 1989，第8頁.
26. 1 2  山田 2010，第45頁.
27. 1 2 3  日本ばね学会（編） 2008，第2頁.
28. ↑  門田 2006，第164頁.
29. 1 2  小玉 1985，第19頁.
30. 1 2  蒲 2008，第47頁.
31. ↑  マコーレイ 2011，第79頁.
32. 1 2  蒲 2008，第48頁.
33. ↑  日本機械学会（編） 2007，第1084頁.
34. ↑  村上 1994，第24–25頁.
35. ↑  ニッパツ・日本発条株式会社（編） 1998，第2頁.
36. ↑  小玉 1985，第19–20頁.
37. ↑  日本ばね学会（編） 2008，第165頁; 小玉 1985，第20頁.
38. ↑  末岡ら 2002，第25–26頁.
39. ↑  「ばねの歴史」編纂ワーキンググループ（編） 2012，第4頁.
40. 1 2  末岡ら 2002，第18頁.
41. ↑  「ばねの歴史」編纂ワーキンググループ（編） 2012，第4頁 / 蒲 2008，第46頁 / . ばねの話. 日本発条株式会社.   [2016-12-29]. （原始内容存档于2016-10-23）.
42. 1 2 3  蒲 2008，第49頁.
43. ↑  下郷・田島 2002，第46–47, 57–58頁.
44. ↑  末岡ら 2002，第26–27頁.
45. ↑  門田 2006，第162頁; ばね技術研究会（編） 1998，第79頁.
46. ↑  ニッパツ・日本発条株式会社（編） 1998，第4頁.
47. ↑  KYB株式会社（編） 2013，第80頁.
48. ↑  日本ばね学会（編） 2008，第5頁.
49. 1 2  宮本昌幸. . ブルーバックス 初版. 講談社. 2006: 28–30. ISBN 4-06-257520-5.
50. ↑  日本ばね学会（編） 2008，第5–8頁.
51. ↑  Constant Springs （页面存档备份，存于） Piping Technology and Products, (retrieved March 2012)
52. ↑  Variable Spring Supports （页面存档备份，存于） Piping Technology and Products, (retrieved March 2012)
53. ↑  . google.com. 3 November 2016  [20 March 2018]. （原始内容存档于2021-04-30）.
54. ↑  . www.springmasters.com.   [20 March 2018]. （原始内容存档于2017-07-09）.
55. ↑   (PDF).   [2016-01-11]. （原始内容存档 (PDF)于2015-12-23）.
56. ↑  Samuel, Andrew; Weir, John.  2. Oxford, England: Butterworth. 1999: 134. ISBN 0-7506-4282-3.
57. ↑  Goetsch, David L. . Cengage Learning. 2005  [2018-08-07]. ISBN 1401857604. （原始内容存档于2021-05-01） （英语）.
58. 1 2  日本ばね学会（編） 2008，第5–6頁.
59. ↑  日本機械学会（編） 2007，第1042頁.
60. 1 2 3  山田 2010，第21頁.
61. ↑  日本ばね学会（編） 2008，第20頁.
62. ↑  小学館. . コトバンク. 朝日新聞社/VOYAGE GROUP.   [2017-01-02]. （原始内容存档于2017-01-03）. / 日本熱処理技術協会 (编).  4版. 大河出版. 2013: 10. ISBN 978-4-88661-811-5.
63. ↑  ニッパツ・日本発条株式会社（編） 1998，第8頁 / 山方三郎.  第2版. 秀和システム. 2010: 42. ISBN 978-4-7980-2573-5.
64. ↑  小学館. . コトバンク. 朝日新聞社/VOYAGE GROUP.   [2017-01-02]. （原始内容存档于2017-01-03）.
65. ↑  小玉 1985，第37–38頁; ばね技術研究会（編） 2000，第90頁.
66. ↑  蒲 2008，第84頁; ばね技術研究会（編） 2000，第90頁.
67. ↑  ばね技術研究会（編） 2000，第34, 110頁.
68. ↑  Oberg et al. 2012，第306頁.
69. ↑  ニッパツ・日本発条株式会社（編） 1998，第14–16頁.
70. ↑  ばね技術研究会（編） 2000，第188頁.
71. ↑  小玉 1985，第48頁; Oberg et al. 2012，第307頁.
72. 1 2  Oberg et al. 2012，第308頁.
73. ↑  蒲 2008，第92頁.
74. ↑  「ばねの歴史」編纂ワーキンググループ（編） 2012，第235–236頁.
75. ↑  日本ばね学会（編） 2008，第112頁.
76. ↑  「ばねの歴史」編纂ワーキンググループ（編） 2012，第236頁.
77. 1 2 3  「JIS B 0103」 2015，第3頁.
78. ↑  日本ばね学会（編） 2008，第594頁.
79. ↑  ばね技術研究会（編） 2000，第243–245頁.
80. ↑  KYB株式会社（編） 2013，第89頁.
81. ↑  日本ばね学会（編） 2008，第593頁.
82. ↑  門田 2016，第80頁.
83. ↑  Spotts et al. 2004，第301–302頁.
84. ↑  ばね技術研究会（編） 2000，第237頁.
85. ↑  ばね技術研究会（編） 2000，第237頁; ばね技術研究会（編） 1998，第49頁.
86. ↑  日本ばね学会（編） 2008，第119頁.
87. ↑  門田 2016，第102頁 / . 株式会社プラばね.   [2017-02-18]. （原始内容存档于2022-02-07）.
88. ↑  小玉 1985，第51頁.
89. ↑  小玉 1985，第51–52頁.
90. ↑  末益博志.  (PDF).   [2017-02-18]. （原始内容 (PDF)存档于2017-07-22）. / ばね技術研究会（編） 2000，第252頁
91. ↑  ばね技術研究会（編） 2000，第252頁.
92. ↑  「ばねの歴史」編纂ワーキンググループ（編） 2012，第236–237頁.
93. 1 2  ばね技術研究会（編） 2000，第250頁.
94. ↑  ばね技術研究会（編） 1998，第57頁.
95. ↑  ニッパツ・日本発条株式会社（編） 1998，第187頁.
96. ↑  ニッパツ・日本発条株式会社（編） 1998，第185頁.
97. ↑  ばね技術研究会（編） 2000，第255頁.
98. ↑  「ばねの歴史」編纂ワーキンググループ（編） 2012，第253–254頁.
99. ↑  蒲 2008，第98頁.
100. ↑  日本機械学会（編） 2005，第135頁.
101. ↑  渡辺・武田 1989，第69頁; KYB株式会社（編） 2013，第95頁.
102. ↑  日本ばね学会（編） 2008，第592頁.
103. ↑  門田 2016，第78頁.
104. 1 2  日本ばね学会（編） 2008，第596頁.
105. 1 2  ばね技術研究会（編） 1998，第77頁.
106. 1 2  日本ばね学会（編） 2008，第607頁.
107. ↑  「JIS B 0103」 2015，第2頁.
108. ↑  日本ばね学会（編） 2008，第7頁.
109. ↑  日本ばね学会（編） 2008，第8頁.
110. 1 2  ニッパツ・日本発条株式会社（編） 1998，第5頁.
111. ↑  蒲 2008，第58頁.
112. ↑  日本ばね学会（編） 2008，第14頁.
113. ↑  ばね技術研究会（編） 2000，第2頁; 蒲 2008，第59頁; ニッパツ・日本発条株式会社（編） 1998，第3頁.
114. ↑  日本ばね学会（編） 2008，第315頁.
115. 1 2  門田 2016，第110頁.
116. ↑  ニッパツ・日本発条株式会社（編） 1998，第5頁; 日本ばね学会（編） 2008，第437頁.
117. ↑  日本ばね学会（編） 2008，第211頁.
118. ↑  門田 2016，第42–43頁.
119. 1 2  日本ばね学会（編） 2008，第212頁.
120. ↑  山田 2010，第45–46頁.
121. ↑  ニッパツ・日本発条株式会社（編） 1998，第16–17頁; 日本ばね学会（編） 2008，第133–136頁; 「ばねの歴史」編纂ワーキンググループ（編） 2012，第157–160頁.
122. 1 2 3  日本ばね学会（編） 2008，第133頁.
123. 1 2  「ばねの歴史」編纂ワーキンググループ（編） 2012，第160頁.
124. ↑  ニッパツ・日本発条株式会社（編） 1998，第16–17頁.
125. ↑  日本工業標準調査会. . 2009: 3.
126. ↑  日本ばね学会（編） 2008，第178頁.
127. ↑  「ばねの歴史」編纂ワーキンググループ（編） 2012，第155–156頁.
128. 1 2  ニッパツ・日本発条株式会社（編） 1998，第17頁.
129. 1 2  蒲 2008，第73頁.
130. ↑  日本ばね学会（編） 2008，第136頁.
131. ↑  日本機械学会 (编). . 新技術融合シリーズ：第4巻 第1版. 養賢堂. 1998: pp. 8, 140. ISBN 4-8425-9816-6.
132. ↑  日本機械学会 (编).  初版. 丸善. 2004: 187. ISBN 4-88898-116-7.
133. ↑  日本機械学会（編） 2007，第380頁.
134. ↑  末岡ら 2002，第96–97頁.
135. ↑  日本機械学会 (编). . 新技術融合シリーズ：第5巻 OD版第1版. 養賢堂. 2008: pp. 152–154. ISBN 978-4-8425-9901-4.
136. ↑  下郷・田島 2002，第4頁.
137. 1 2  横山隆・日野順市・芳村敏夫.  第2版. 共立出版. 2015: 16–18. ISBN 978-4-320-08211-3.
138. 1 2 3  日本ばね学会（編） 2008，第134頁.
139. 1 2  日本ばね学会（編） 2008，第202頁.
140. 1 2  山田 2010，第60頁.
141. ↑  山田 2010，第60頁; ニッパツ・日本発条株式会社（編） 1998，第115頁.
142. ↑  ばね技術研究会（編） 2001，第34頁.
143. ↑  門田 2016，第111頁.
144. 1 2  ニッパツ・日本発条株式会社（編） 1998，第16頁.
145. ↑  小玉 1985，第28頁.
146. 1 2  日本機械学会（編） 2007，第1109頁.
147. 1 2  日本ばね学会（編） 2008，第328頁.
148. ↑  蒲 2008，第54頁.
149. ↑  ニッパツ・日本発条株式会社（編） 1998，第18頁.
150. ↑  蒲 2008，第55頁.
151. ↑  蒲 2008，第55頁; 「ばねの歴史」編纂ワーキンググループ（編） 2012，第230–231頁.
152. 1 2  ニッパツ・日本発条株式会社（編） 1998，第21頁.
153. ↑  日本ばね学会（編） 2008，第329頁.
154. ↑  小玉 1985，第33頁; ばね技術研究会（編） 2000，第4–6頁.
155. ↑  圧縮コイルばねのへたりに関する研究委員会. . ばね論文集 (日本ばね学会). 2014, 2014 (59): 48. doi:10.5346/trbane.2014.47.
156. 1 2 3 4  門田 2016，第136頁.
157. ↑  日本ばね学会（編） 2008，第437頁.
158. 1 2  ニッパツ・日本発条株式会社（編） 1998，第28頁.
159. ↑  日本ばね学会（編） 2008，第503–504, 514–515頁; 蒲 2008，第104頁.
160. ↑  門田 2016，第106頁.
161. ↑  日本ばね学会（編） 2008，第522, 546, 548頁.
162. ↑  日本ばね学会（編） 2008，第458頁.
163. ↑  日本ばね学会（編） 2008，第468頁.
164. ↑  ばね技術研究会（編） 2001，第162頁.
165. ↑  日本ばね学会（編） 2008，第479頁.
166. ↑  門田 2016，第150頁.
167. 1 2  ばね技術研究会（編） 1998，第50頁.
168. ↑  ばね技術研究会（編） 2000，第246頁.
169. 1 2  日本ばね学会（編） 2008，第615–626頁.
170. ↑  .   [2017-01-14]. （原始内容存档于2017-01-18）.
171. 1 2 3  日本ばね学会（編） 2008，第9頁.
172. ↑  ばね技術研究会（編） 2000，第i頁.
173. ↑  小玉 1985，第129頁.
174. ↑  渡辺・武田 1989，第1–2頁.
175. ↑  ばね技術研究会（編） 1998，第168–169頁.
176. ↑  ばね技術研究会（編） 1998，第28, 168–169頁.
177. 1 2  マコーレイ 2011，第80–81頁.
178. ↑  門田 2016，第10頁.
179. ↑  蒲 2008，第134頁.
180. ↑  小玉 1985，第129頁; 門田 2006，第160–161頁.
181. 1 2  蒲 2008，第135頁.
182. 1 2  . セイコーウオッチ株式会社.   [2016-12-31]. （原始内容存档于2017-01-01）.
183. ↑  門田 2016，第70頁 / . セイコーウオッチ株式会社.   [2016-12-31]. （原始内容存档于2017-01-01）.
184. 1 2 3  門田 2016，第12頁.
185. ↑  ばね技術研究会（編） 1998，第166頁.
186. ↑  蒲 2008，第136頁.
187. ↑  「ばねの歴史」編纂ワーキンググループ（編） 2012，第9頁.
188. ↑  蒲 2008，第122頁; ばね技術研究会（編） 1998，第80頁.
189. ↑  蒲 2008，第122頁.
190. ↑  「ばねの歴史」編纂ワーキンググループ（編） 2012，第231頁.
191. ↑  ばね技術研究会（編） 2000，第116, 118頁; 「ばねの歴史」編纂ワーキンググループ（編） 2012，第232頁.
192. ↑  KYB株式会社（編） 2013，第11–12頁.
193. ↑  KYB株式会社（編） 2013，第83頁; 新星出版社編集部（編） 2009，第134頁.
194. ↑  KYB株式会社（編） 2013，第80頁; 新星出版社編集部（編） 2009，第134頁.
195. ↑  KYB株式会社（編） 2013，第95–96頁; 新星出版社編集部（編） 2009，第134頁.
196. ↑  蒲 2008，第124頁.
197. ↑  日本ばね学会（編） 2008，第245頁.
198. ↑  「ばねの歴史」編纂ワーキンググループ（編） 2012，第249頁.
199. 1 2  門田 2016，第24頁.
200. ↑  近藤圭一郎.  初版. オーム社. 2013-07-20: 78. ISBN 978-4-274-21383-0.
201. ↑  小玉 1985，第161頁.
202. ↑  上浦正樹・小野田滋・須長誠.  初版. 森北出版. 2000: 68–70. ISBN 978-4627484719.
203. 1 2  ばね技術研究会（編） 1998，第110頁.
204. ↑  「ばねの歴史」編纂ワーキンググループ（編） 2012，第248頁.
205. ↑  門田 2016，第100頁.
206. ↑  蒲 2008，第130頁.
207. ↑  門田 2016，第26頁.
208. ↑  ばね技術研究会（編） 1998，第69–70頁.
209. ↑  「ばねの歴史」編纂ワーキンググループ（編） 2012，第244頁.
210. ↑  蒲 2008，第129頁.
211. 1 2  高橋秀憲.  初版. オーム社. 2008: 141–146. ISBN 978-4-274-50180-7.
212. ↑  蒲 2008，第129頁 / 高橋秀憲.  初版. オーム社. 2008: 141–146. ISBN 978-4-274-50180-7.
213. 1 2  門田 2016，第26頁; 蒲 2008，第132頁.
214. ↑  . 日本発条株式会社.   [2017-01-21]. （原始内容存档于2016-05-29）.
215. ↑  「ばねの歴史」編纂ワーキンググループ（編） 2012，第247頁.
216. ↑  斉藤 2008，第39,56–64頁.
217. ↑  門田 2016，第28頁.
218. ↑  蒲 2008，第139頁.
219. ↑  小学館. . コトバンク. 朝日新聞社/VOYAGE GROUP.   [2017-01-05]. （原始内容存档于2017-01-08）.
220. ↑  ばね技術研究会（編） 1998，第124頁.
221. ↑  斉藤 2008，第39頁.
222. ↑  斉藤 2008，第53–54頁.
223. ↑  大成建設「超高層ビル」研究プロジェクトチーム.  初版. アーク出版. 2009: 46–47. ISBN 978-4-86059-076-5.

### 書目
- 《彈簧之設計及製造》，日本ばね技術研究會 著，賴耿陽 譯，復漢出版社，1996年4月，ISBN：9789577490698
- Sclater, Neil. (2011). "Spring and screw devices and mechanisms." Mechanisms and Mechanical Devices Sourcebook. 5th ed. New York: McGraw Hill. pp. 279–299. ISBN 9780071704427. Drawings and designs of various spring and screw mechanisms.
- Parmley, Robert. (2000). "Section 16: Springs." Illustrated Sourcebook of Mechanical Components. New York: McGraw Hill. ISBN 0070486174 Drawings, designs and discussion of various springs and spring mechanisms.

## 外部鏈接
- Paredes, Manuel. . insa de toulouse. 2013  [2013-11-13]. （原始内容存档于2015-06-10）.
- Springs with Dynamically Variable Stiffness https://patents.google.com/patent/WO2017077541A9/en （页面存档备份，存于）
- Smart Springs and their Combinations https://patents.google.com/patent/US20170051808A1/en （页面存档备份，存于）